# Route nationale 4 (Italie)
Pour les articles homonymes, voir Route nationale 4.
La route nationale 4 (strada statale 4 Via Salaria SS 4) relie Rome à Porto d'Ascoli en passant par Rieti et Ascoli Piceno.
Son parcours suit celui de l'antique voie romaine Via Salaria et dessert les régions du Latium et des Marches. Elle constitue la principale liaison entre Rome et Rieti ; avant l'ouverture de l'autoroute A24 en 1970, elle était aussi la principale artère reliant Rome à L'Aquila, par l'intermédiaire de la route nationale 17, qui s'en détache à Antrodoco.
Aux deux tronçons extrêmes de la route, la SS4 a été doublée par la voirie autoroutière dans son rôle d'artère de grande communication, respectivement par l'A1 Dir entre Rome et Passo Corese, soit 29 km, et le RA 11 entre Ascoli et Porto d'Ascoli (32 km), avec, pour ce dernier tronçon, le déclassement de la route dans la voirie provinciale.
Au contraire, le tronçon central (Passo Corese - Ascoli, 140 km) conserve un rôle important pour le trafic interurbain. Il présente des caractéristiques techniques très variées, allant de la voie rapide à la route de montagne, et des dangers de degrés divers ; du reste, depuis les années 1960, l'Etat a mené à plusieurs reprises des travaux d'aménagement afin de transformer le tronçon Passo Corese - Rieti en strada extraurbana principale (catégorie administrative désignant certaines voies rapides en Italie) et celui de Rieti à Ascoli en strada a scorrimento veloce (équivalent des voies express françaises), mais ces aménagements restent incomplets depuis plus de cinquante ans.

## Historique
La SS 4 fut créée en 1928 comme route assurant l'itinéraire Rome - Passo Corese - Rieti - Antrodoco - Arquata del Tronto - Ascoli Piceno - intersection n. 16 à Porto d'Ascoli. Elle suivait le parcours de la via Salaria.

Les déviations successives de Rieti
L'ancien parcours de la via Salaria à travers Rieti, en usage jusqu'à la fin du XIXe siècle.
La première déviation, réalisée à la fin du XIXe siècle, évite la traversée du centre historique
La seconde déviation, réalisée en 1930 sur un projet de Cesare Bazzani, évite le passage sous la Porta Romana

L'une des premières modifications importantes de tracé, fut la construction d'une déviation autour du centre de Rieti, comprenant un nouveau pont sur le Velino nommé pont Cavallotti. Ces travaux s'étaient révélés nécessaires du fait des fréquentes inondations dont souffrait l'antique pont romain ; ils permirent en outre d'éviter la traversée des rues étroites du centre-ville et la montée du fond de la vallée à la forteresse.

### Aménagements réalisés durant la période fasciste (années 1920 à 1950)
À partir de 1929, la route fut soumise par l'ANAS à des travaux de modernisation le long de la totalité de son parcours,.
Les interventions visaient à mettre en adéquation le tracé originel, conçu pour le transit de moyens de transport à traction animale, avec les exigences du trafic automobile, par la suppression de barrières et de passages étroits, la rectification de certains virages, etc.
Parmi les interventions majeures, on trouve notamment la reconstruction du pont Salario à Rome et la rénovation du pont dei Santi Filippo e Giacomo à Ascoli Piceno. En 1930, la variante de Rieti fut améliorée, afin d'éviter au trafic le passage sous l'arc étroit de la Porta Romana. : un bref tronçon de rocade fut réalisé et la place fut réorganisée par l'architecte Bazzani sous forme circulaire, et la porte fut déplacée dans un but ornemental.
En outre, le revêtement, jusqu'à présent en terre, fut remplacé par un pavement en bitume sur le tronçon Rome-Rieti (complété début 1932) puis sur le tronçon Rieti-Antrodoco (complété courant 1932).
En 1932, aux portes de Rieti, 1400 véhicules transitaient chaque jour sur la SS 4, dont 600 véhicules automobiles.

### Aménagements réalisés durant les années 1950
Durant l'après-guerre, l'augmentation continue du trafic et le phénomène de la motorisation de masse poussèrent l'ANAS à effectuer des aménagements sur toutes les routes nationales, SS 4 incluse.
La première phase de travaux se limita pour l'ANAS à l'élimination des plus graves obstacles au trafic, comme les rétrécissements de la chaussée et les sections les plus tortueuses. La chaussée fut avant tout élargie aux points les plus étroits, passant d'à peine 4 mètres 20 à 8 mètres de large.
Furent en outre réalisés de petites déviations de tracé afin d'éviter la traversée des centres urbains aux rues par trop étroites, ou bien pour contourner les plus graves irrégularités sur le plan altimétrique. Les voies nouvellement construites furent dotées de chaussées amples et de courbes à grand rayon, mais restaient cependant raccordées à la voirie locale par des carrefours plans, et non des diffuseurs dénivelés.

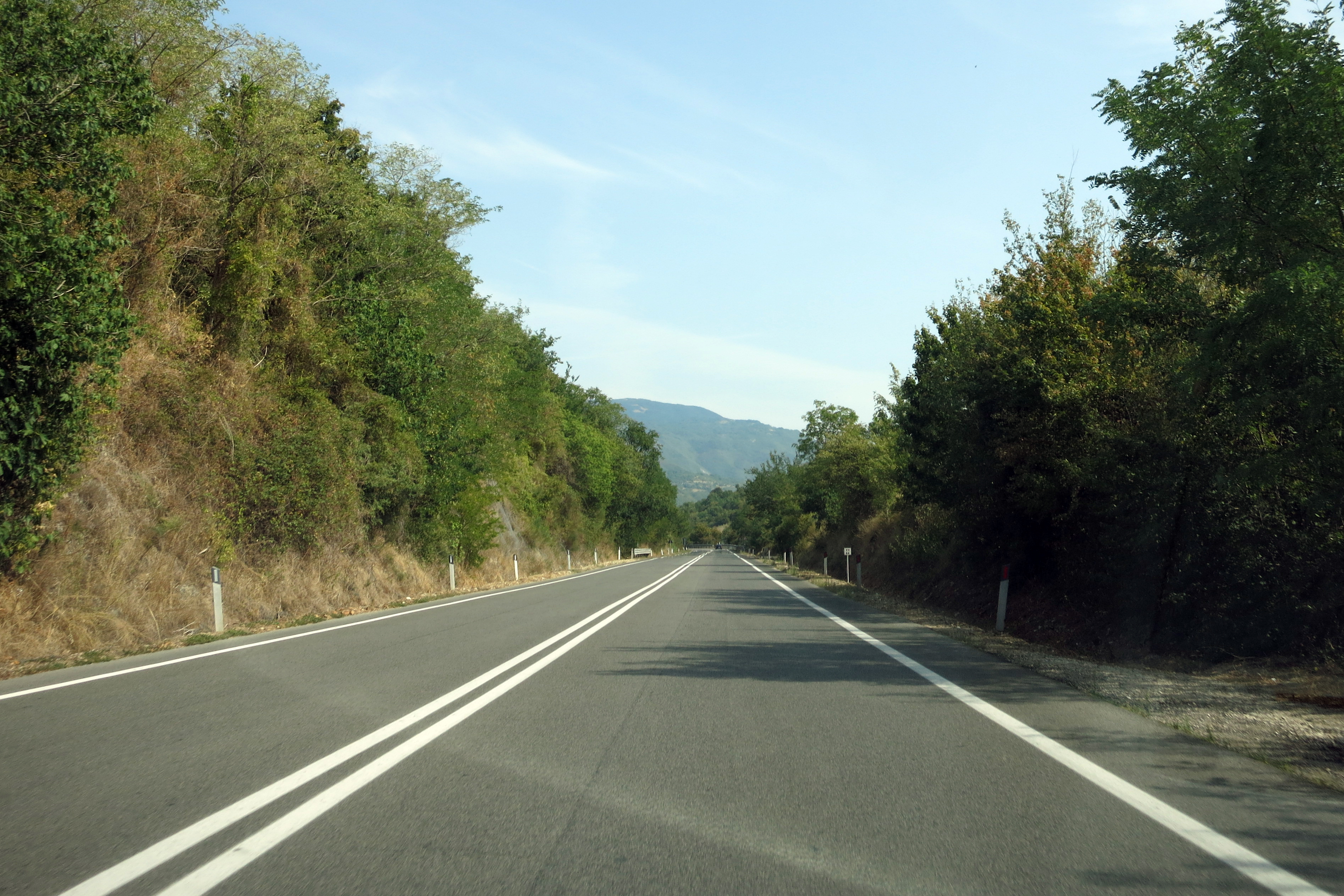
La déviation de Cittaducale (1962)

Durant cette période furent construites :
- la déviation d'Ascoli Piceno (5,4 km), aujourd'hui appelée circonvallazione (périphérique) nord, projetée dans la première moitié des années 1950[6] et ouverte au trafic début 1964[7]. Les travaux furent divisés en deux lots[7], et permirent de dévier la SS 4 par le nord du centre habité, évitant l'ancien tracé qui traversait le centre historique d'Ascoli Piceno en passant par la Piazza Arringo (it), le ponte Maggiore (it) et le pont S.S. Filippo e Giacomo (it)
- la déviation de Cittaducale (3 km), ouverte au trafic le 6 novembre 1962[8], qui permet de ne pas escalader la colline où se trouve le village
- la déviation d'Antrodoco-Borgo Velino (4 km), qui évite non seulement la traversée du centre historique des deux villages mais aussi deux passages à niveau[6].
- la déviation de Posta (1 km), ouverte au trafic en 1954[9]
- la déviation d'Acquasanta Terme, réalisée courant 1964[7], qui évite grâce à un tunnel la traversée de la grand-rue d'Acquasanta.
- la déviation de [[Quintodecimo|Quintodecimo (it)]] (250 m)

Ces déviations sont toujours en usage et, à l'exception de celle d'Ascoli Piceno, font encore aujourd'hui partie de la SS 4.

### La voie Salaria devient une voie rapide
Durant les années 1950, pendant que les petits travaux "palliatifs" précédemment décrits étaient en cours, l'aménagement du réseau autoroutier italien était par ailleurs en discussion. À l'intérieur des débats circulaient deux propositions qui auraient directement concerné la SS 4, prévoyant de la substituer par une autoroute moderne : l'une des propositions prévoyait de faire passer l'autoroute du Soleil par Pérouse, Terni et Rieti, (remplaçant donc le tronçon Rome-Rieti de la via Salaria), tandis que l'autre hypothèse prévoyait de relier Rome à l'Adriatique par une autoroute au tracé calqué sur celui de la SS 4.
Les deux hypothèses étaient fortement soutenues par les parlementaires du collège Umbro-Sabino mais ne furent pas approuvées : dans le premier cas un tracé par Orte et Arezzo fut choisi, tandis que pour la seconde, la région des Abruzzes obtint un tracé par L'Aquila, Teramo et Giulianova, dénommé A24. Ces deux décisions reléguaient au second plan l'axe formé par la SS 4, mais la construction de l'A24 constitua en particulier la fin du statut d'artère d'intérêt national de la via Salaria : à l'ouverture au trafic de l'autoroute, la route perdit non seulement son rôle d'itinéraire principal entre Rome et L'Aquila/Teramo, mais aussi tout le trafic en provenance de la côte Adriatique, et même une partie de celui en provenance du Picénum et de la vallée du Tronto (dont les habitants, même s'ils se trouvaient le long de la SS 4, pouvaient désormais rejoindre Rome en moins de temps grâce à l'A24 passant par Teramo)
Malgré cela, des aménagements significatifs de la SS 4 furent tout de même promis : l'ANAS prévoyait dans son piano per il miglioramento della viabilità maggiore (plan pour l'amélioration de la voirie principale) un projet d'envergure pour rectifier et élargir la route sur l'intégralité de son parcours, appuyée par le ministre des Travaux Publics (promettant comme première intervention une déviation du Passo della Torrita (it), d'un coût de six milliards de lires, qui aurait permis d'abaisser l'altitude du col à 800 mètres). L'importance de faciliter la réalisation de la nouvelle route fut soulignée avec insistance par les parlementaires du territoire desservi, favorisant de façon assumée le transport routier par rapport au ferroviaire, qui reportèrent leurs forces sur cet objectifs, alors qu'ils luttaient jusque là vainement pour la réalisation de la Voie ferrée Salaria (it).
Toutefois, la réalisation de ces travaux se concrétisa de façon rapide seulement sur le tronçon entre Rieti et Rome (ils furent conclus en 1971). Au contraire, sur le tronçon entre Rieti et L'Adriatique, les travaux ont traîné durant les cinquante dernières années, si bien qu'en 2018 un quart de cette partie reste à moderniser.

#### De Rome à Rieti (1960-1971)

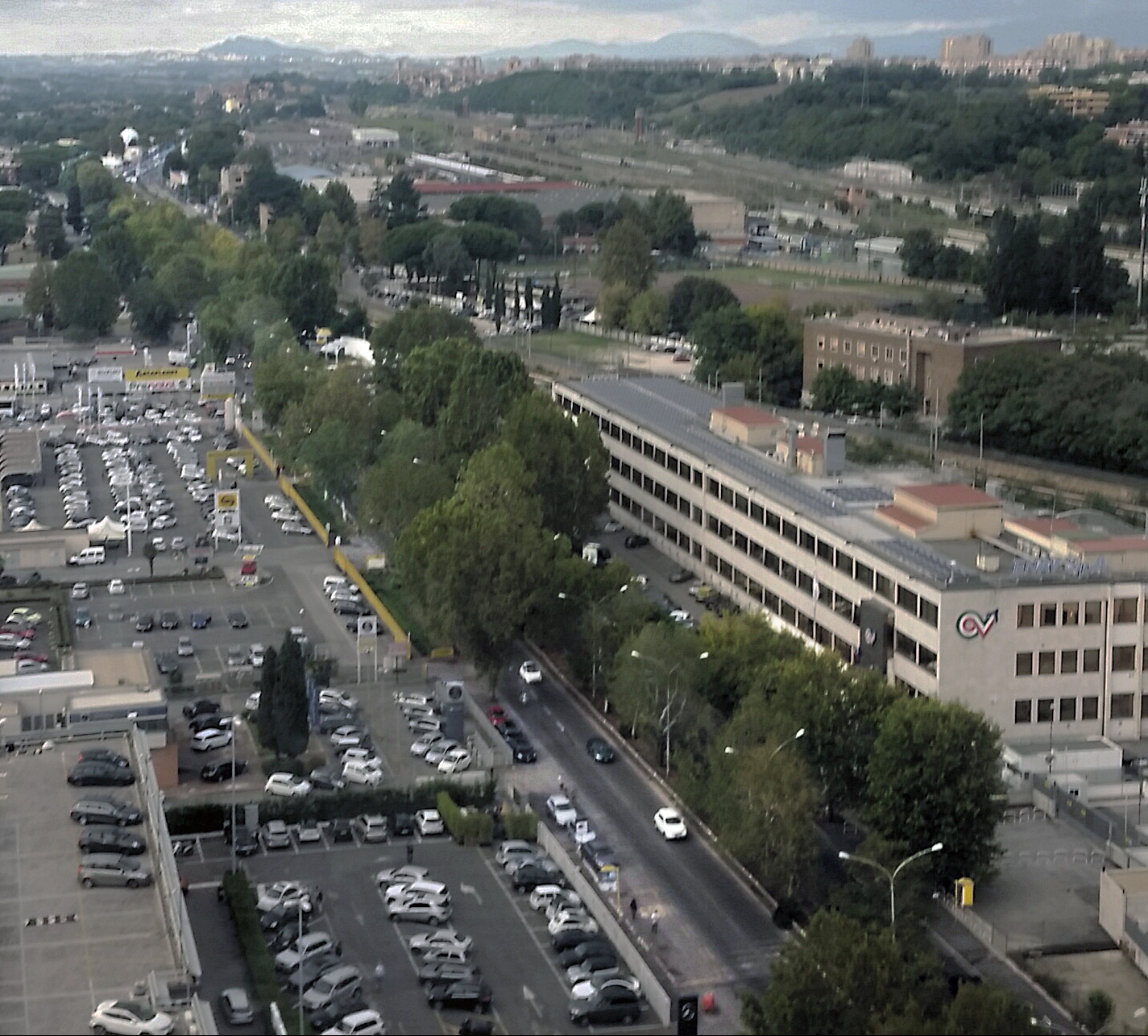
Le tronçon de la SS 4 situé à l'intérieur de Rome, doublé durant les années 1960.

Sur le tronçon situé à l'intérieur de la ville de Rome, la modernisation de la SS 4 fut mise en œuvre dès le début du pont Salario (où était prévu un échangeur avec la future tangentielle est), où elle prit la forme d'un doublement complet de la chaussée jusqu'au quartier de Settebagni ; ces travaux ne permirent toutefois pas d'éliminer les nombreux carrefours à niveau et les accès aux édifices donnant sur la route.

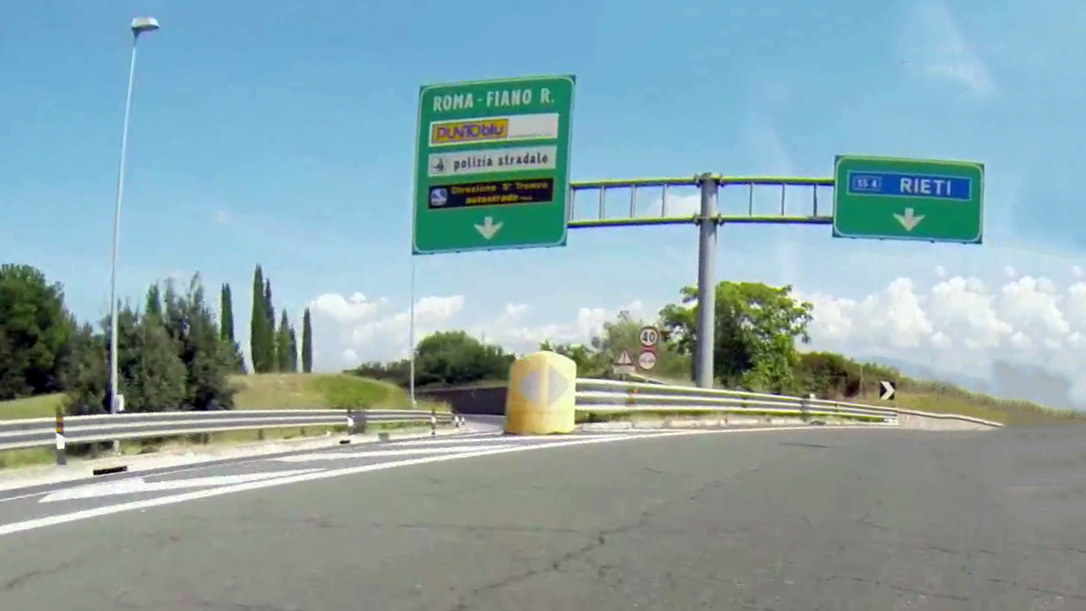
Péage de Fiano Romano sur l'A1, avec le début de la Diramazione Salaria.

Sur le tronçon suivant, de Settebagni à Passo Corese (19 km), l'opération fut simplifiée du fait de la présence en parallèle de l'autoroute A1 (les deux routes se trouvent de chaque côté du Tibre, distantes de moins de 3 km l'une de l'autre). Pour cette raison, il fut décidé de ne pas intervenir sur le tronçon Settebagni - Passo Corese mais de faire se rejoindre la SS 4 et l'autoroute, grâce à la construction d'une courte bretelle nommée SS 4 Dir Diramazione Salaria, qui, du village de Fiano Romano, rejoignait la via Salaria à Passo Corese. Cette bretelle fut construite dès le départ avec deux chaussées séparées par un terre-plein central et des échangeurs dénivelés.
Cependant, les travaux les plus importants furent réalisés sur le tronçon suivant, de Passo Corese à Rieti : en effet, la route existante étant tortueuse et très pénible, il fut nécessaire de construire sur une grande partie du tracé une route parallèle prenant la forme d'une voie rapide à une seule chaussée.

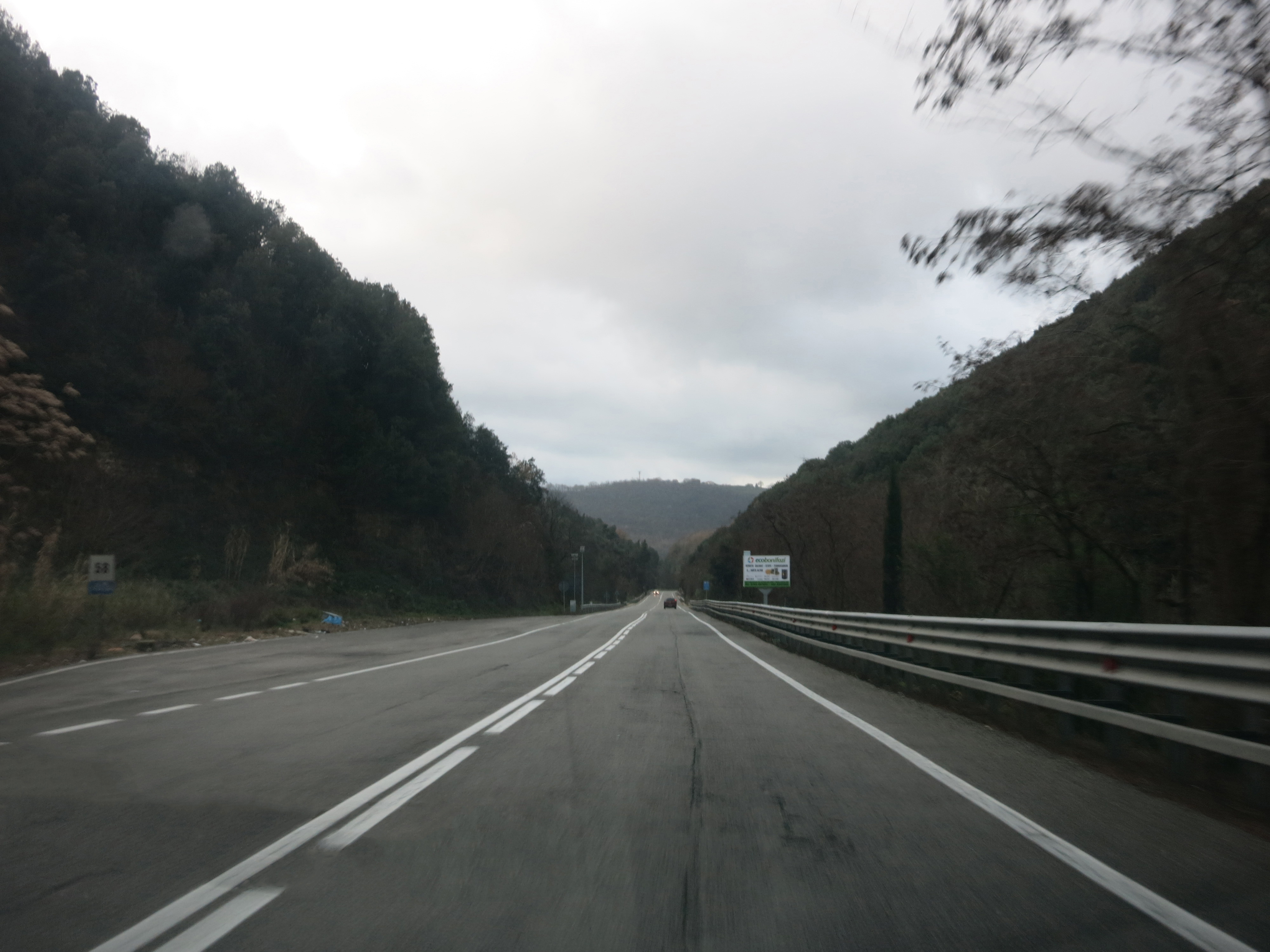
La "nouvelle" via Salaria réalisée durant les années 1960 et toujours en usage aujourd'hui, ici près de Poggio San Lorenzo.

De San Giovanni Reatino à Ornaro, les travaux conservèrent l'emplacement originel de la voie Salaria, tandis que d'Ornaro à Passo Corese fut construite une route complètement nouvelle, longue de 29 km, avec un tracé qui s'écartait notablement de l'original, qui passait par Monteleone et Torricella.

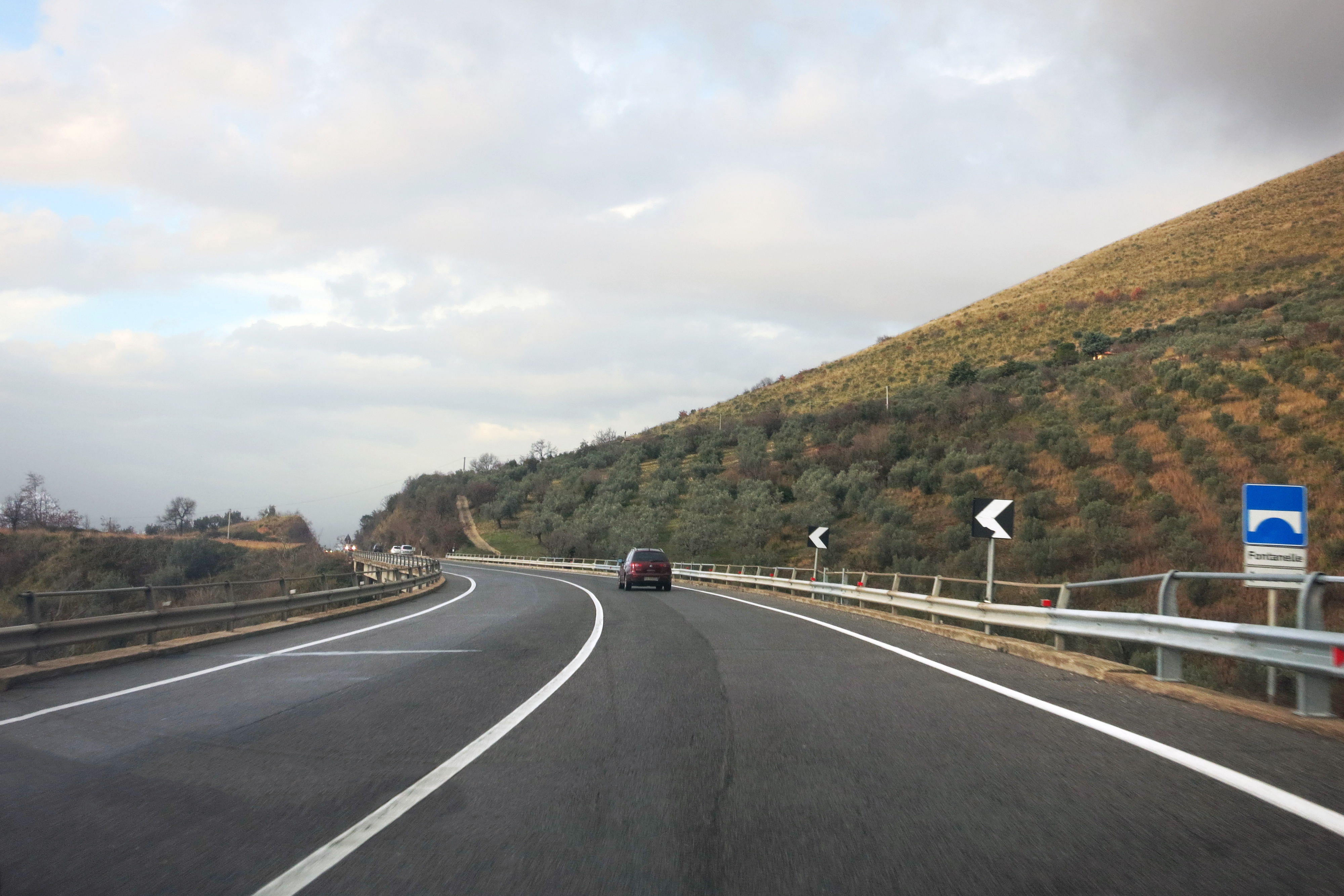
La "nouvelle" via Salaria telle qu'elle se présente actuellement, ici près de Nerola.

Grâce à ce nouveau tracé, la SS 4 put être rectifiée et élargie : les sections sinueuses de l'ancien tracé, majoritairement situé en montagne, furent éliminées, bien que se résumant toujours à une chaussée unique, la route fut élargie, et les centres habités étaient désormais contournés. Pour ce qui est des intersections, quelques-unes furent dénivelées, grâce à la construction d'autoponts, mais la plupart furent réalisées à niveau, comprenant seulement l'ajout d'une voie centrale pour la file de véhicules désirant tourner à gauche. Le nouveau tracé, qui comprenait quelques viaducs mais aucun tunnel, permit de porter le rayon de courbure minimal à 200 mètres et la pente maximale à 8 %. Grâce à l'élimination de nombreuses courbes et du détour par Torricella-Monteleone, la nouvelle route permit de réduire la distance Rieti-Roma d'environ dix kilomètres.
Après les travaux, l'ancien tracé fut déclassé et forme aujourd'hui les routes provinciales no 40 et 43 aussi appelées "Salaria vecchia".

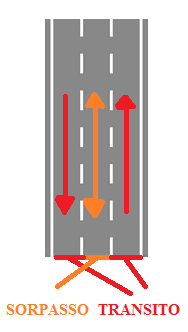
Vue en coupe du plan de voies original de la SS4 aménagée entre Rieti et Passo Corese (Sorpasso désigne la voie de dépassement et Transito les voies de circulation classiques)

La nouvelle voie rapide Rieti-Passo Corese fut réalisée selon les standards prévus pour la construction d'une chaussée unique, avec une section large de près de 13 mètres, permettant ainsi la mise en place de trois voies : une pour chaque sens de circulation, plus la voie centrale dédiée au dépassement (son sens alternant entre les deux directions tous les 1000 mètres). Ce type de route n'existe plus aujourd'hui, mais à l'époque diverses autoroutes et voies rapides furent construites de la sorte, comme l'autoroute Turin-Savone ou une grande partie de la via Flaminia ; cette disposition fut abandonnée dans les années 1980 car elle se montrait considérablement dangereuse, du fait notamment des nombreux chocs frontaux se produisant sur la voie centrale.

Tracé de la via Salaria "nouvelle" entre Passo Corese et Rieti (en rouge et bleu) et de la via Salaria "ancienne" (en noir)

Les travaux furent divisés en lots et réalisées successivement en environ une décennie :
- Raccordement aéroport de Rome-Urbe - A1 au niveau du péage de Settebagni (km 8+100 - 15+750) : travaux commencés en 1967 pour un coût de 2,635 milliards de lires[16].
- Autoroute A1 entre Settebagni et Fiano Romano, ouverte au trafic en septembre 1963
- Bretelle de Fiano Romano à Passo Corese (longueur : 4,7 km) : travaux commencés en 1967, pour un coût de 2 milliards de lires[16],[17].
- Déviation de Passo Corese, du km 35 (peu avant Passo Corese) au km 41 (Borgo Quinzio) : travaux commencés en juillet 1963, ouverture au trafic courant 1964 ; coût de 450 millions de lires[16],[18].
- Déviation de Nerola, de Borgo Quinzio (km 41) à Ponte Buita (km 56+350) : ouverte au trafic en 1971. Le coût prévu était de 1,77 milliard, mais est finalement passé à 2,634 milliards[7],[16],[19].
- Déviation d'Ornaro, de Ponte Buita (km 56+350) à la bifurcation vers Belmonte (km 67) : travaux commencés en juillet 1960, ouverture au trafic en février 1964, coût de 3 milliards de lires[18].
- Déviation de San Giovanni Reatino (km 73+500 - 80+300) : travaux commencés courant 1964, ouverture au trafic début 1971 ; coût de 139,7 millions[7],[19].

#### De Rieti à Porto d'Ascoli

Parcours de la via Salaria "ancienne" entre Rieti et Porto d'Ascoli (en noir) et déviations réalisées (en rouge et bleu)

Pendant que se modernisait le tronçon Rieti-Rome, commençait également l'aménagement de la partie allant de Rieti à l'Adriatique. Sur ce tronçon, qui se trouvait pratiquement entièrement en territoire bourbon, les travaux furent partagés entre la Caisse du Mezzogiorno et l'ANAS. Le parlementaire Franco Maria Malfatti et le président de la province de Rieti, un dénommé Leonardi, se montrèrent de fervents soutiens du projet, allant jusqu'à constituer un "consortium Rieti-Ascoli".
Comme pour le tronçon Rieti-Passo Corese, il était prévu de remplacer l'ancien tracé par une nouvelle route à chaussée unique, plus rectiligne et de section plus large, mais en plus de relier celle-ci à la voirie locale exclusivement par des échangeurs dénivelés, et non plus des carrefours plans (qui avaient été implantés à plusieurs reprises sur le tronçon Rieti-Passo Corese) : ainsi, la nouvelle route respectait les standards mis au point à l'époque pour les voies express et put prendre le nom de strada a scorrimento veloce (type C1).
Toutefois, par rapport au tronçon Rieti-Passo Corese (qui fut complété en à peine quelques années), les travaux sur l'itinéraire Rieti-Ascoli se montrèrent beaucoup plus lents : commencés à la fin des années 1960, ils sont aujourd'hui encore en cours et bien loin d'être terminés.

##### Déviation d'Arquata (Accumoli-Trisungo)
Le premier aménagement fut la déviation d'Arquata del Tronto, longue de 10 km, d'Accumoli à Trisungo, qui permit d'éviter une section tortueuse située en montagne (cette section est aujourd'hui classifiée comme route provinciale 21 dans la province de Rieti et comme route provinciale 129 dans la province d'Ascoli) qui traversait les centres habités de Tufo, Pescara, Arquata et Trisungo. Cet aménagement fut financé en 1964 à hauteur d'1,3 milliard de lire, le projet fut approuvé en janvier 1967 avec une dépense prévue réévaluée à deux milliards et fut adjugé peu après,,.

#### Déviation Torrita-Accumoli

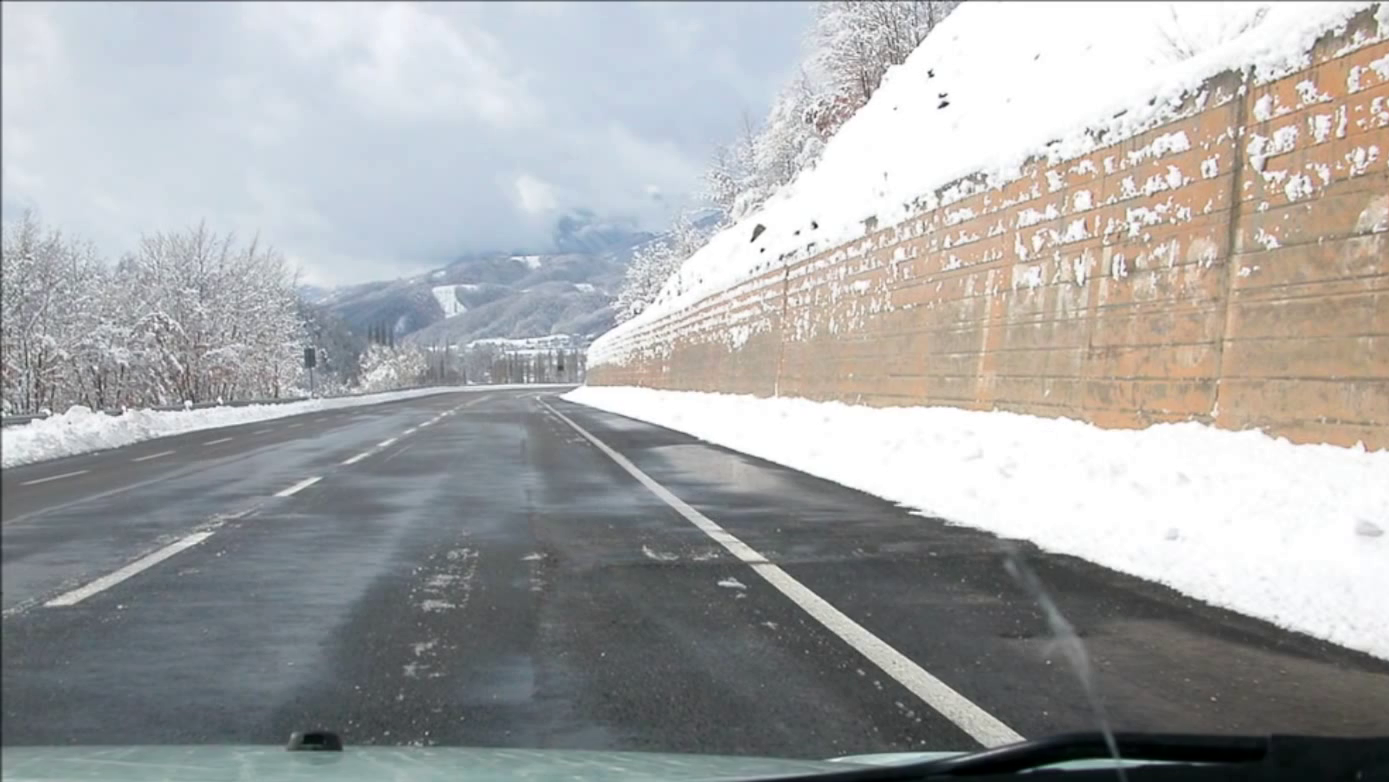
La "nouvelle" via Salaria près d'Accumoli

Sur le tronçon Accumoli - Torrita (long de 12,8 km), le projet d'exécution fut approuvé par la Caisse du Mezzogiorno le 26 janvier 1968 pour un montant de 2,75 milliards de lires. La réalisation effective fut cependant sujette de nombreux retards : les travaux furent sous-traités à l'entreprise Guarini le 20 octobre 1968, mais furent interrompus après avoir entamé le budget de 88 millions de lires, du fait des difficultés économiques de l'entrepris, qui demanda et obtint la résiliation du contrat. Le 15 mars 1971 les travaux furent attribués à la firme Costantino Rozzi, mais une modification du projet initial parut nécessaire (et fut approuvée en avril 1973), avec à la clef une augmentation des coûts. Les parties Accumoli-Saletta et Amatrice-Torrita (9,1 km) furent ouvertes au trafic en 1975. Le tronçon Amatrice-Saletta posa quant à lui plus de problèmes : durant l'hiver 1974, la route en construction fut touchée par d'importants glissements de terrain, qui rendirent nécessaire une nouvelle modification du projet initial. Le coût final du tronçon Accumoli-Torrita se monta en définitive de 6,5 milliards de lires,,.

##### Déviation Sigillo-Torrita

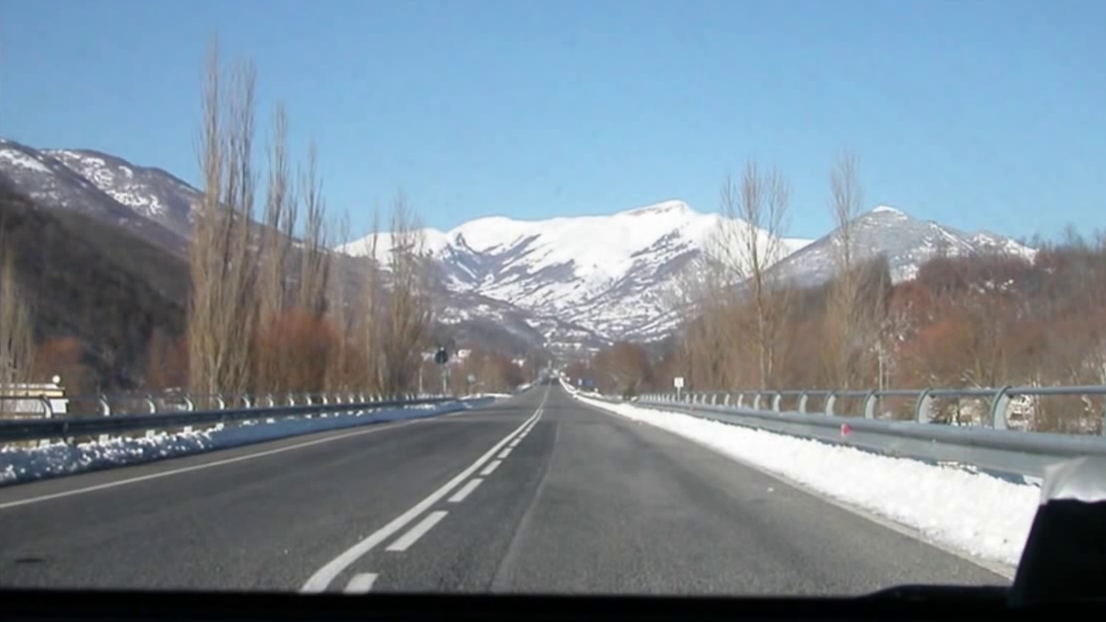
La "nouvelle" Salaria sur le plateau de Bacugno

Sur le tronçon Sigillo - Torrita, le projet fut approuvé en 1970 par la Caisse du Mezzogiorno.

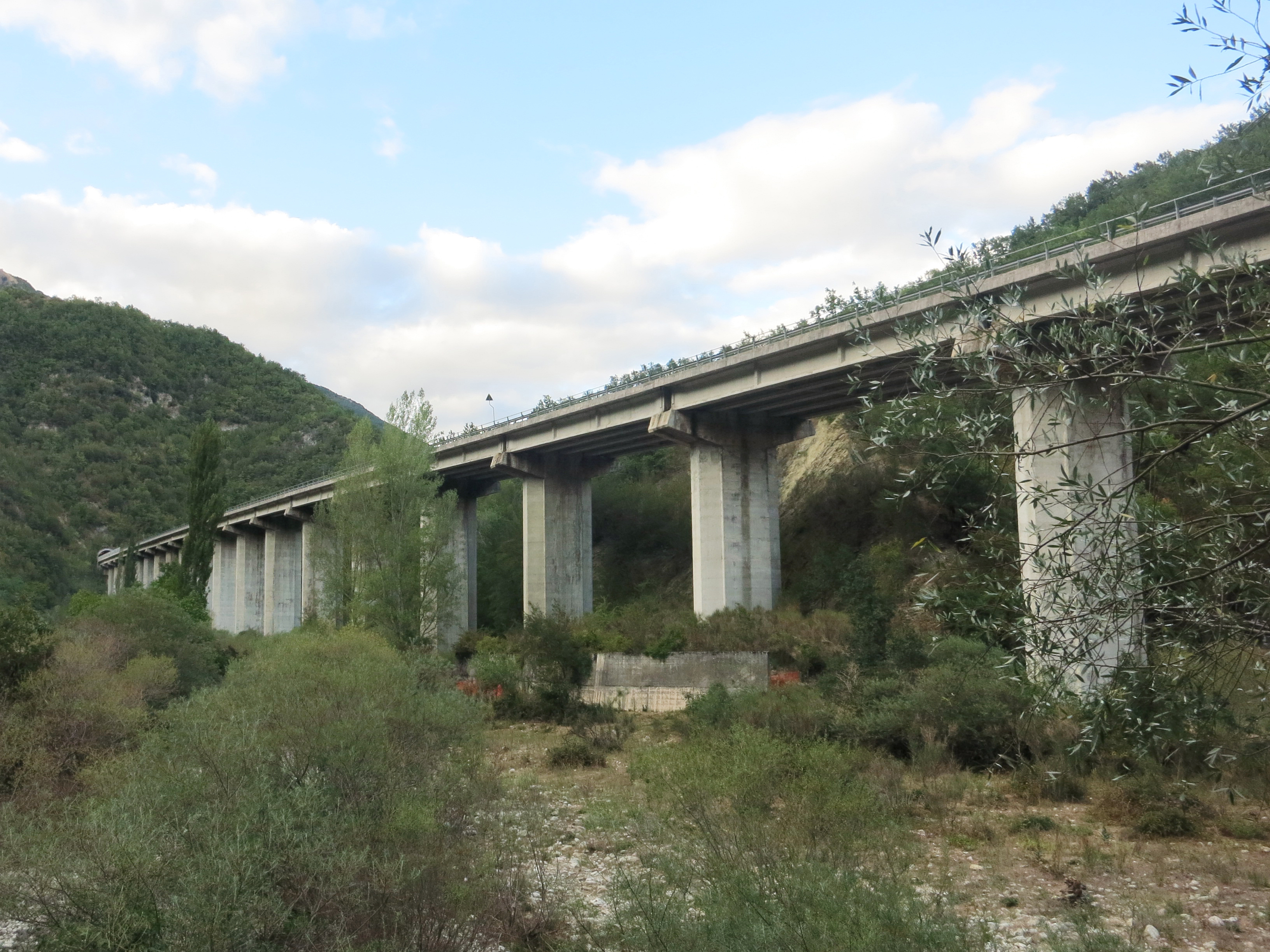
Le viaduc Velino (1120 mètres), sur la nouvelle via Salaria près de Sigillo.

La partie finale de la via Salaria, entre Ascoli Piceno et Porto d'Ascoli, ne fut pas incluse dans les interventions car elle fut doublée dès les années 1980 par le RA 11 "Ascoli-Mare" (it), une bretelle autoroutière à double chaussée qui suit le même tracé que la SS 4, et qui de ce fait la remplaça dans le rôle de liaison principale entre le chef-lieu et la mer (le tronçon relégué fut par la même occasion déclassé comme route provinciale).
De 1988 à 1994, au niveau de la frontière avec les Marches, fut réalisé un aménagement de 7 km sur le tronçon Mozzano-Ascoli Piceno, et un aménagement d'un kilomètre d'Arquata à Acquasanta (le tunnel Valgarizia). En 1994, aux confins du Latium fut inauguré un aménagement constitué du tunnel Gole del Velino, long d'un kilomètre et demi de "Sigillo sud" à Rieti, pour un montant de 40,9 milliards de lires,,.

##### Déviation Micigliano-Gole del Velino

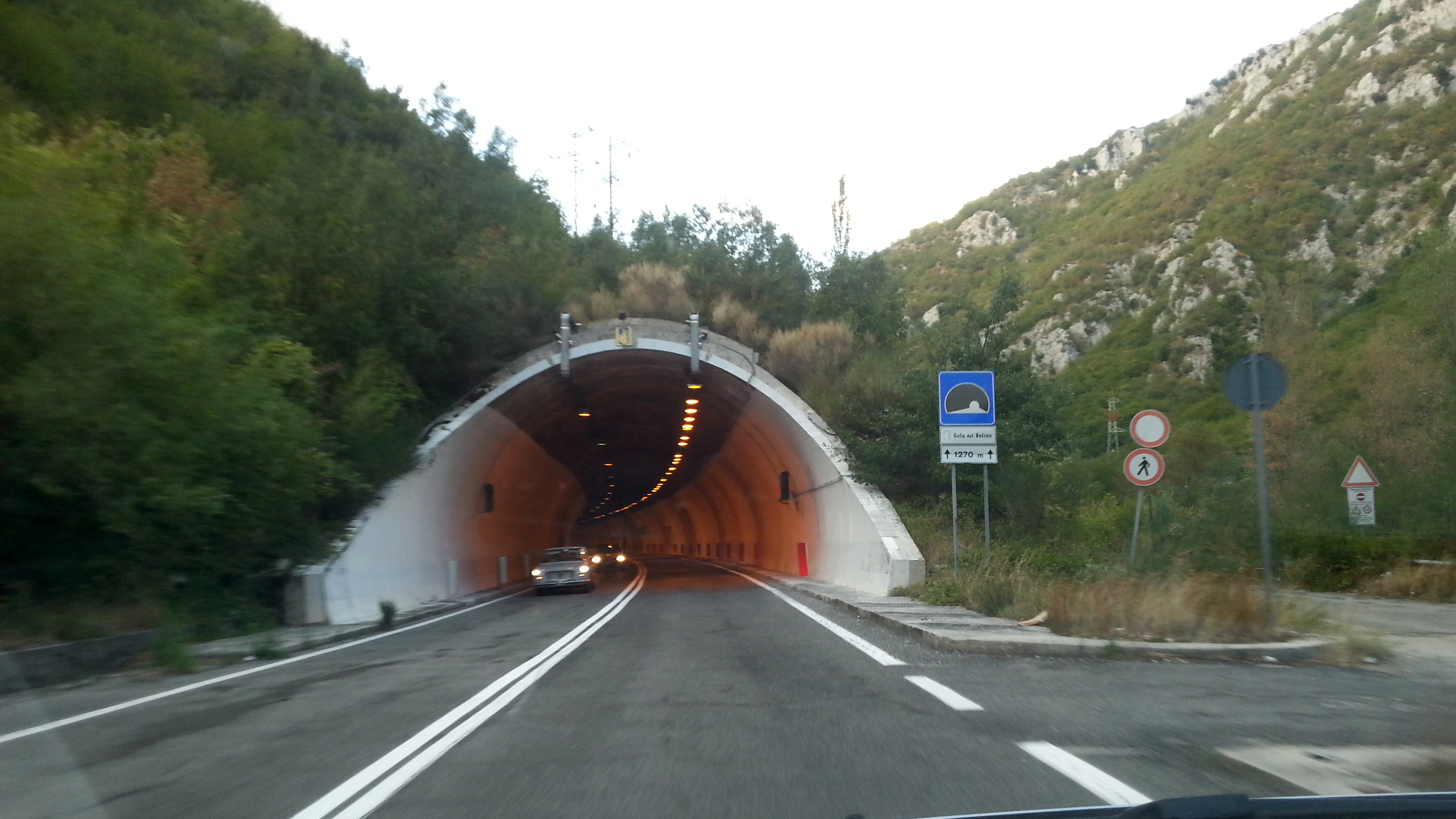
Le tunnel Gole del Velino. Sur la droite on aperçoit l'itinéraire de l'ancienne route, fermée après l'ouverture de la voie rapide par le tunnel

La réalisation du tronçon suivant, du tunnel Gole del Velino à la bifurcation vers Micigliano, d'une longueur de 3,7 km, a été particulièrement difficile à mettre en œuvre, si bien que commencée depuis dix ans, elle n'est en 2018 toujours pas terminée.
Le projet définitif pour ce tronçon, approuvé courant mai 2005, a été dès le début critiqué par Italia Nostra, une association de sauvegarde des biens culturels italiens, qui a dénoncé son invasivité du fait de la présence d'un vaste échangeur à quelques mètres de l'abbatiale de San Quirico e Giuditta de Micigliano, destiné à desservir une commune de seulement 140 habitants,. Les travaux sur cette partie ont ainsi subi de nombreux retards : après l'épuisement des recours et des contentieux, le chantier a été inauguré seulement en mars 2009, et les travaux furent bloqués par les problèmes économiques de la firme sous-traitante Safab. En mai 2010, alors que les piliers du viaduc avaient déjà pris place auprès de l'abbatiale, la direction générale (soprintendanza) pour les biens architecturaux et paysagers du Latium ordonna la suspension des travaux et la remise en état d'origine du lieu, mais le chantier continua malgré tout d'avancer, jusqu'à ce qu'en décembre 2010 la préfecture de Rome le fasse arrêter, invoquant le respect de l'ordonnance.

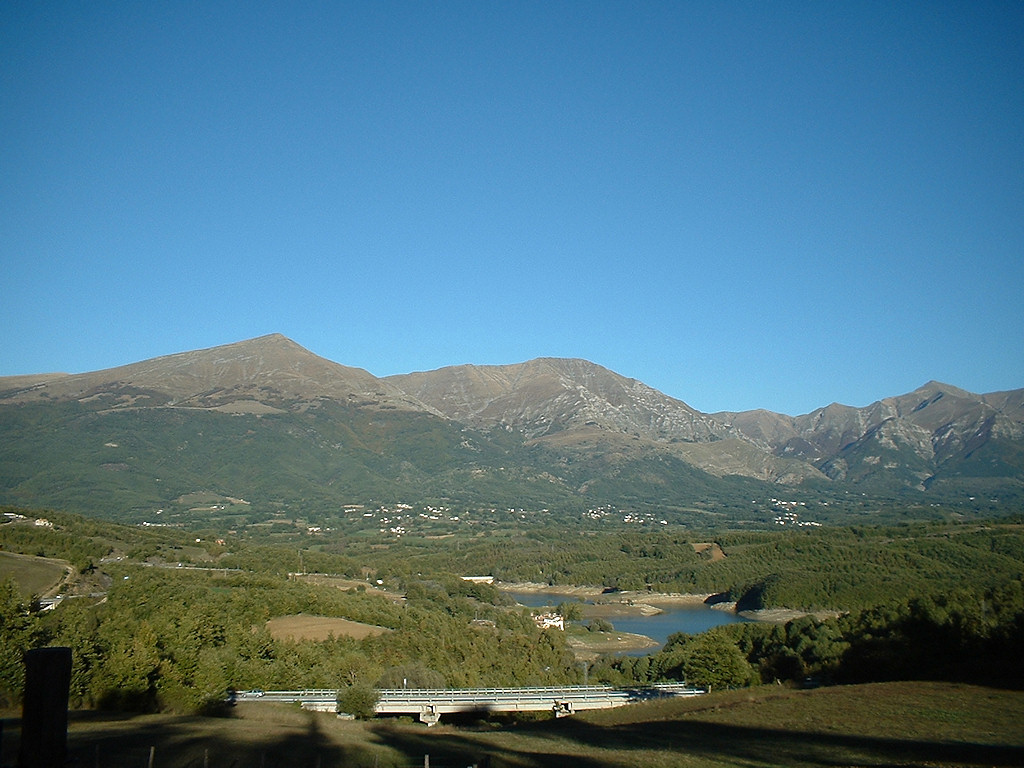
Viaduc de la nouvelle via Salaria près du lac de Scandarello et d'Amatrice.

La Safab intenta un recours au Tribunal Administratif Régional (TAR) du Latium, qui fut cependant rejeté en mars 2011. En outre, cette même année, la Safab fut frappée d'une interdiction antimafia : consécutivement, l'ANAS résilia le contrat de sous-traitance, bloquant les travaux pendant près d'un an. En 2013, du fait des directives imposées par la surintendanza, l'ANAS fut contrainte de revoir le projet, remplaçant l'échangeur dénivelé par un carrefour giratoire, qui se trouverait situé au beau milieu de la voie rapide, empêchant ainsi le classement de la SS 4 en strada a scorrimento veloce (voie rapide),. Avec l'approbation du projet, les travaux furent à nouveau répartis, mais en 2016 la nouvelle société sous-traitante, la Tecnis, fut mise sous administration judiciaire par la Direction Antimafia de Catane dans le cadre du scandale "Dama nera", occasionnant encore des retards du fait du non-paiement des salaires. L'achèvement du tronçon était désormais prévue pour l'été 2017.

##### Déviation Trisungo-Valgarizia
En février 2017 ont été lancés des travaux afin de réaliser un tronçon de déviation long de 2,7 km en tunnel entre Trisungo d'Arquata et l'embouchure du tunnel Valgarizia, pour un montant de 90 millions d'euro ; l'achèvement de cette opération est prévu pour 2020.
Il ne reste, en 2018, qu'à mettre en œuvre l'aménagement du tronçon de 19 km entre Micigliano et Rieti, et de celui de 7,5 km entre le tunnel Valgarizia et Acquasanta.

### Le doublement de Rieti à Rome

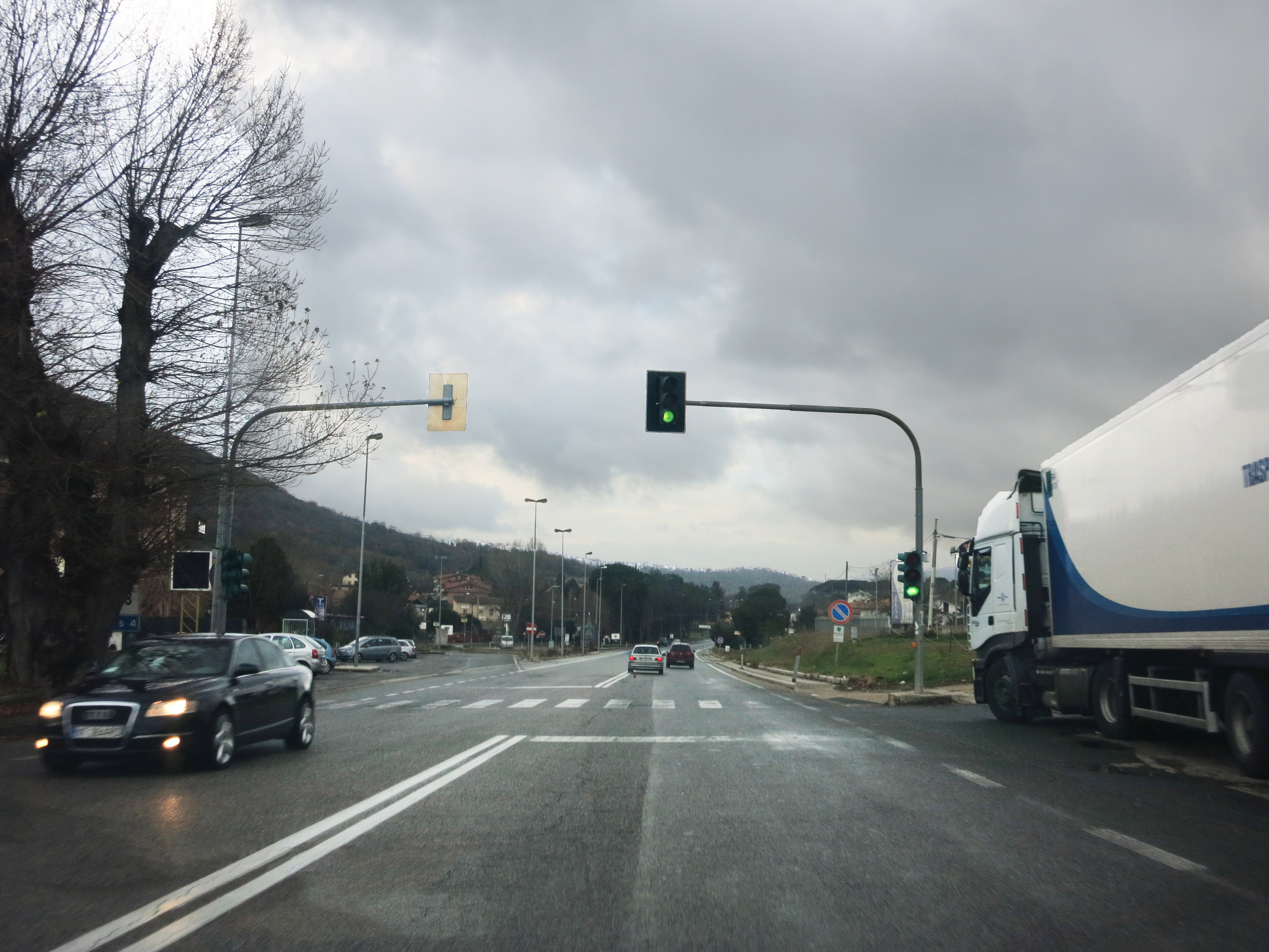
Un exemple de la dégradation de la voie rapide construite dans les années 1960 : la traversée d'Osteria Nuova, avec un feu rouge pour piétons et des carrefours plans.

Bien que le tronçon Rieti-Passo Corese ait été reconstruit sous forme de voie rapide dans les années 1960, avec le temps cette section fait face à une importante dégradation de sa qualité.
Les dommages commencèrent avec la décision de supprimer le type de route sous la forme duquel elle avait été construite (chaussée unique à trois voies) : cette décision entérinait la perte de ses caractéristiques de voie rapide, avec la suppression de la voie centrale de dépassement et la transformation en simple route à une voie par sens de circulation. Sur de nombreuses sections, les dépassements étaient désormais interdits, en lien avec les dos-d'âne et les virages de la route.
Les moindres possibilités de dépassements sont particulièrement pénalisantes du fait du grand nombre de poids-lourds et du profil altimétrique de la route ; celle-ci se trouvant dans un territoire formé de collines et ne recourant à aucun tunnel, la pente maximale peut en effet atteindre 8 %.
La route a également été pénalisée par des facteurs externes, comme l'ouverture d'accès privés aux alentours des centres urbains limitrophes (en particulier à Osteria Nuova, qui s'étend désormais des deux côtés de la route), facteurs qui favorisent les interférences entre trafic local et trafic de longue distance et pouvant aller jusqu'à l'implantation de feux rouges et de passages piétons le long de l'ex-voie rapide.
En outre, divers tronçons présentent un risque d'accidents de la route majeur (s'y trouvent notamment deux des cents "points noirs" du réseau routier italien), ceci étant dû à la persistance de courbes de rayon à peine égal à 200 mètres, ce qui a favorisé un important abaissement des limitations de vitesse par rapport à celles présentes initialement et l'implantation de radars.
Pour toutes ces raisons, un projet de mise à niveau du tronçon de Rieti à Passo Corese (près de 35 km) sous forme de strada extraurbana principale (chaussée à quatre voies séparées et élimination des carrefours plans) est en discussion depuis des décennies, qui permettrait une liaison sous forme de voie rapide de Rieti à Rome avec l'autoroute A1 dir (qui est parallèle à la Salaria de Passo Corese au GRA) et la section de la SS 4 déjà à quatre voies entre le GRA (Settebagni) et la tangentielle est (quartier Castel Giubileo).

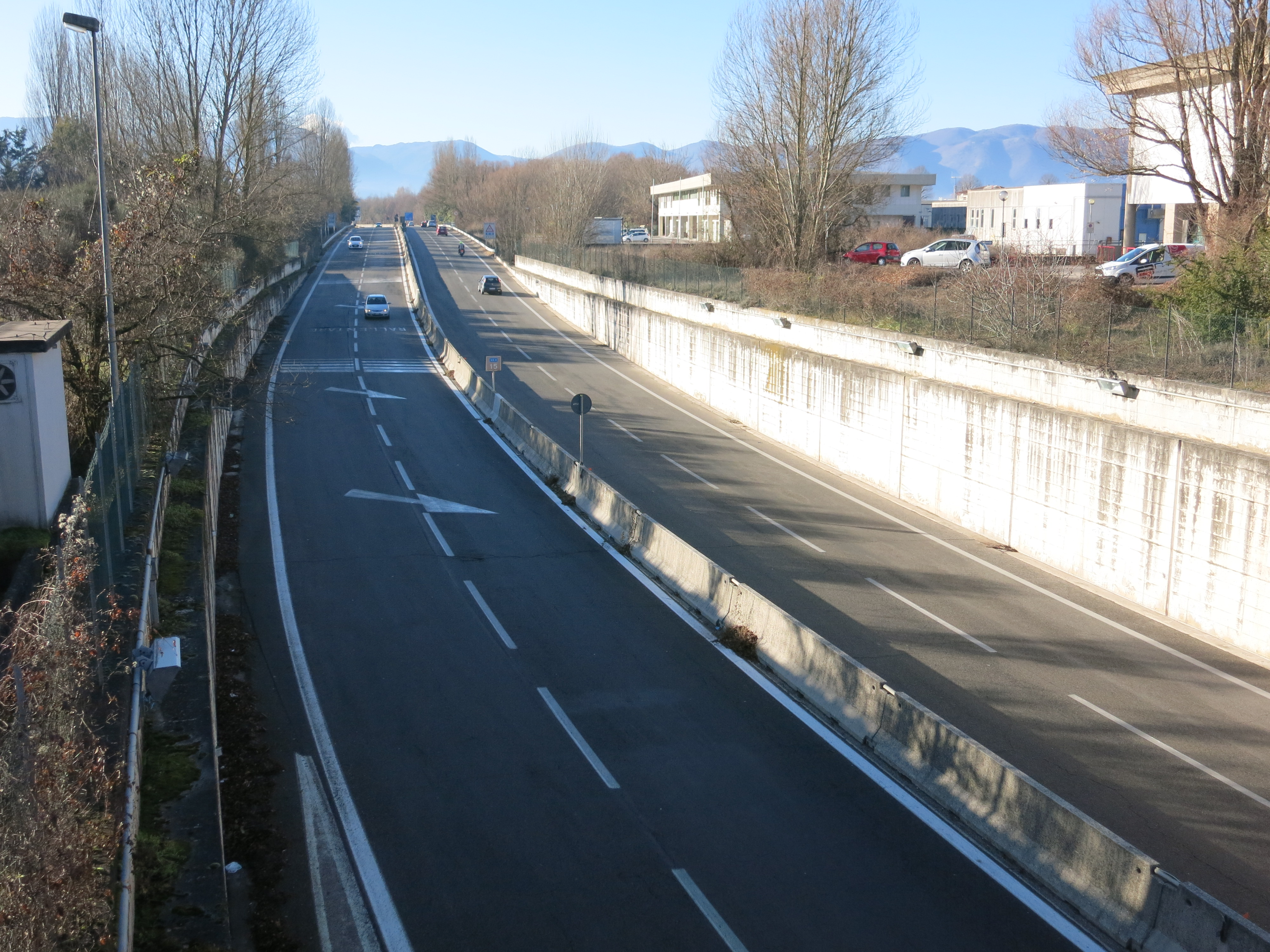
La déviation de Rieti (6,5 km), ouverte au trafic en 1993.

Le projet naquit dans les années 1970 grâce au parlementaire Franco Maria Malfatti, au président de la province de Rieti Leonardi, et au maire de Rieti Pietro Aloisi ; ce dernier était resté handicapé à la suite d'un accident de la route sur la SS 4, qui s'était produit en revenant d'une réunion nocturne à Rome autour du doublement de la route.
Une première partie de ce projet fut réalisée en 1964, avec l'ouverture au trafic de la SS 4 dir Diramazione Salaria, une bretelle à quatre voies longue de 5,5 km, qui reliait Passo Corese au village de Fiano Romano et à l'autoroute A1 dir. Durant les années 1980 fut également doublé le tronçon situé dans l'aire urbaine de Rome, entre Settebagni (où se trouve l'échangeur avec le GRA et la voirie autoroutière) et Castel Giubileo (où s'ajoute le trafic provenant de la tangentielle est).
Du côté de Rieti, le premier aménagement fut réalisé en 1993, quand fut ouverte au trafic la déviation à quatre voies qui évitait la traversée de la cité réatine ; ce tronçon long de 6,5 km, pour un coût de 22 milliards de lires, se trouve au sud de la ville et inclut un tunnel bitube ainsi que quatre échangeurs (du raccordement, à l'ouest, avec la voie rapide Rieti Terni SS 79 bis (it), jusqu'à l'échangeur de Santa Rufina, à l'est).

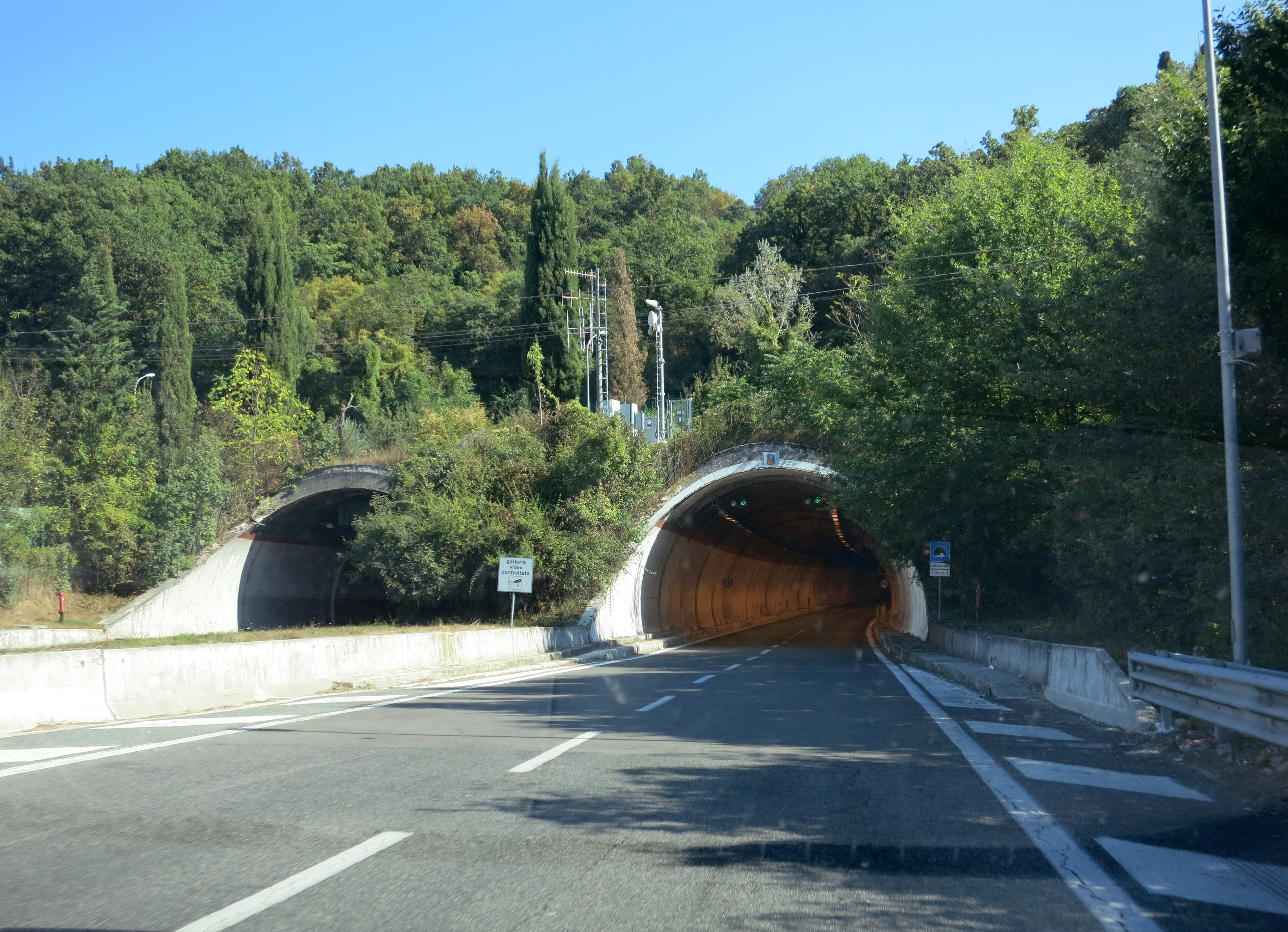
Le tunnel bitube Colle Giardino (4,5 km), inauguré en 2003.

En juillet 2003 a été inauguré le tunnel bitube Colle Giardino, long de 4,5 km pour un coût de 71,4 millions d'euros, qui se rattache à la susdite déviation de Rieti et débouche à San Giovanni Reatino. ; ce projet remonte aux années 1990 et permet d'éviter l'ancien tracé (reclassé comme NSA 265) constitué d'une voie étroite et bordée d'arbres traversant le village de Maglianello Basso, qui faisait partie des deux cents sections les plus dangereuses du réseau routier italien.
En 2002, le doublement du tronçon subsistant Passo Corese-San Giovanni Reatino fut inscrit dans la loi par le biais de la legge obiettivo, et un financement de 103 millions d'euros, sur les 650 nécessaires, lui fut affecté. En 2006, le conseil régional du Latium présidé par Piero Marrazzo apporta son soutien au doublement de la totalité de l'itinéraire, lui donnant la priorité sur le chemin de fer Rieti-Rome (it) (qui fut supprimé de la liste des infrastructures prioritaires de la région) , mais mit à disposition seulement 40 millions d'euros tout en demandant une participation du gouvernement,.

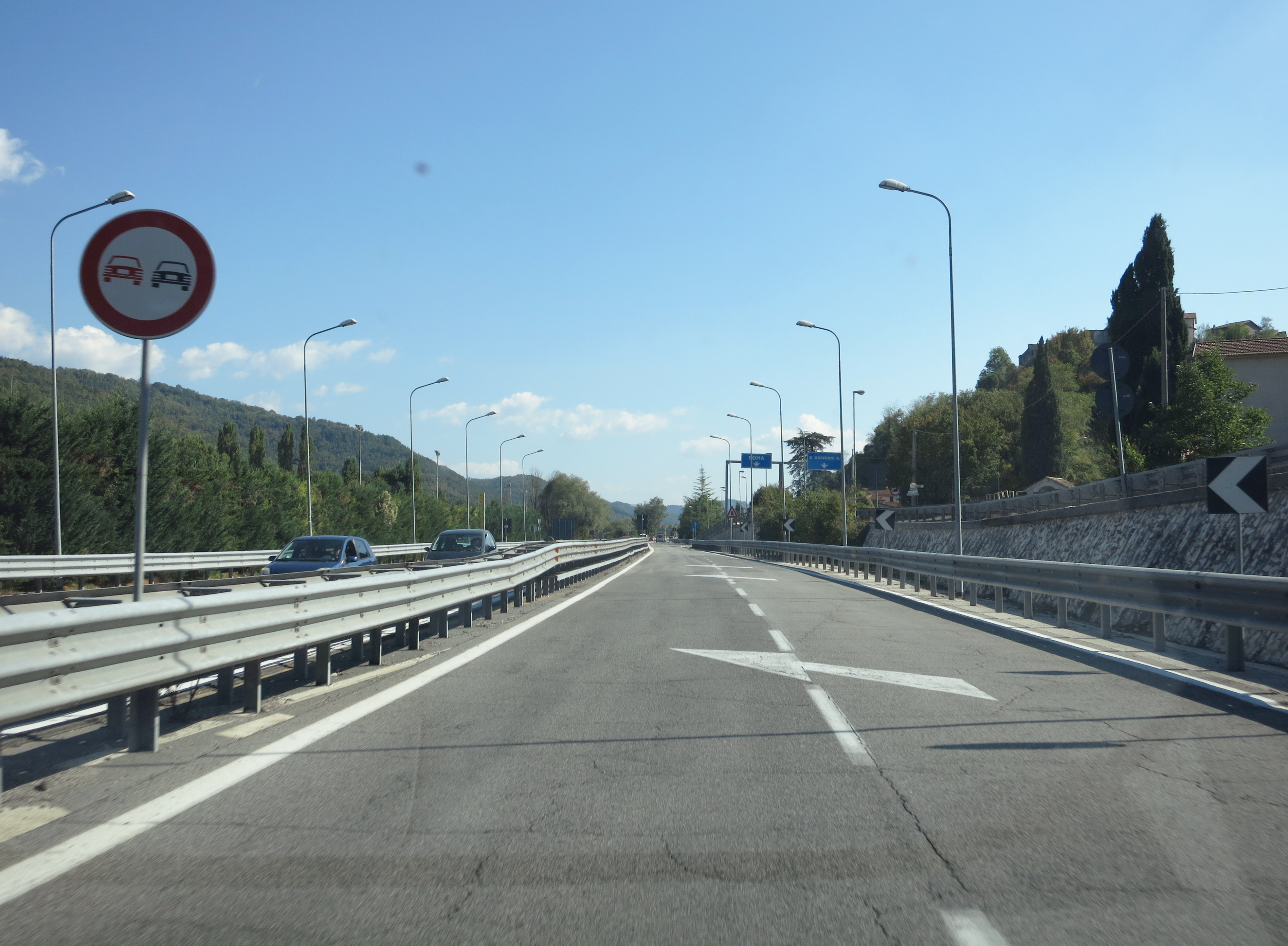
Fin du tronçon à deux voies par sens de circulation à San Giovani Reatino en direction de Rome.

Le projet préliminaire, réalisé par l'ANAS, fut soumis en 2007 à une étude d'impact environnemental. Cette première ébauche, appelée dans la documentation "base du projet" (progetto base), prévoyait un tracé reprenant en grande partie l'actuel, avec quelques déviations (6,8 km de viaducs et 5,3 km de tunnels sur un total 33,4 km) ; une fois l'étude d'impact engagée, l'ANAS soumit au ministère de l'environnement un second projet (désigné sous le nom de "déviation importante" – variante sostanziale), qu'elle indiqua comme préférable au premier, élaboré suivant les indications des collectivités locales intéressées et caractérisé par un tracé s'écartant en grande partie de l'actuel (2 km de viaducs et 12,2 en tunnel sur 33,4 au total). Pour les deux projets était prévue la construction de quatre échangeurs : Passo Corese (km 0,6) ; Corese Terra-Borgo Quinzio (km 5,7) ; Osteria Nuova (km 16) et San Giovanni Reatino (km 31),.
L'opération était toujours à l'état de projet en 2016, avec un coût prévu d'1,5 milliard d'euros pour un financement de seulement 60 millions ; seule la construction de la déviation de Passo Corese (km 35 à 37) est définitivement envisagée, pour un coût de 120 millions d'euros.

## Parcours
La SS 4 débute à Rome, sur la Piazza Fiume, où la Porta Salaria permettait d'entrer dans le centre-ville en passant à travers le mur d'Aurélien.
La route se dirige vers le nord-est sous la forme d'une voie urbaine, donnant son nom au quartier Salario, jusqu'à l'échangeur permettant d'accéder à la tangentielle est, à partir duquel elle passe à deux voies par sens de circulation. Au niveau de l'échangeur avec le Grande Raccordo Anulare débute la numérotation de la route avec le passage sous la compétence de l'ANAS. Tout de suite après la traversée de Settebagni se trouve un échangeur avec l'autoroute A1 Diramazione Nord, où se termine la partie à quatre voies ; la route quitte définitivement le territoire de la commune de Rome au km 21,6 (bifurcation vers Vallericca), peu après avoir traversé Monterotondo. Elle poursuit en traversant le territoire de Montelibretti, se trouvant toujours dans la province de Rome.
Près de Passo Corese, la SS 4 entre dans la province de Rieti et rejoint la SS 4 dir, une bretelle de raccordement (à deux voies par sens de circulation) vers l'échangeur de Fiano Romano avec l'A1 Diramazione Nord, qui permet aux automobilistes venant de Rieti de s'insérer sur l'autoroute sans devoir attendre Settebagni. Tout de suite après la bretelle se trouve un feu rouge, causant souvent des embouteillages, qui régule le carrefour avec la route nationale 313, qui conduit à Passo Corese avant de poursuivre vers Terni. Le tronçon des km 36 à 38, peu après Passo Corese, est l'un des deux cents points comptant le plus d'accidents sur tous le réseau routier italien. Une fois sortie de Passo Corese, la SS 4 traverse Borgo Santa Maria, Borgo Quinzio et Osteria Nuova, après quoi elle poursuit dans une vallée à travers les monts Sabins, dont elle sort en frôlant les 600 mètres d'altitude à Ornaro.

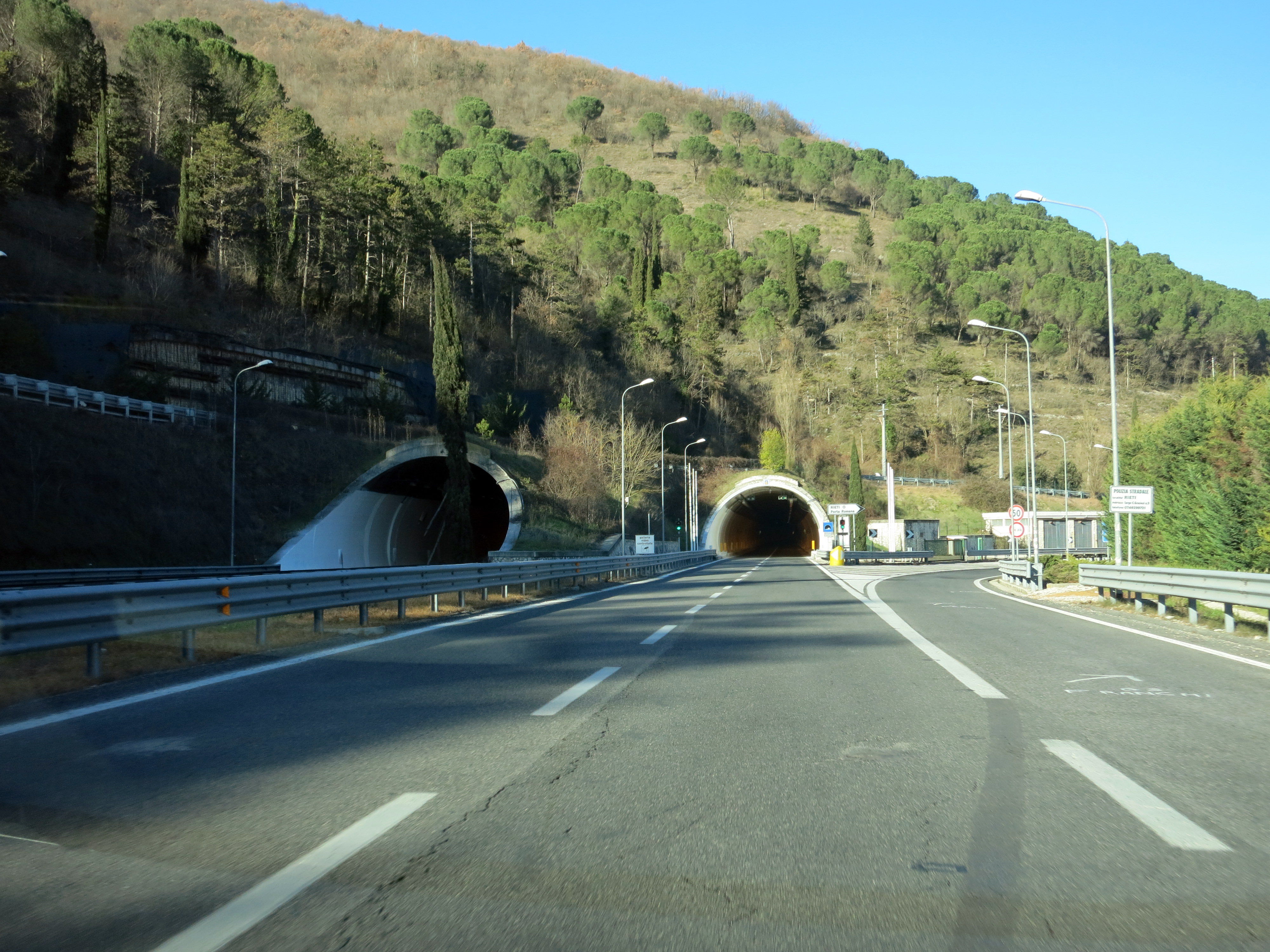
Débouché du tunnel de Colle Giardino direction Rieti et sortie vers la NSA 265

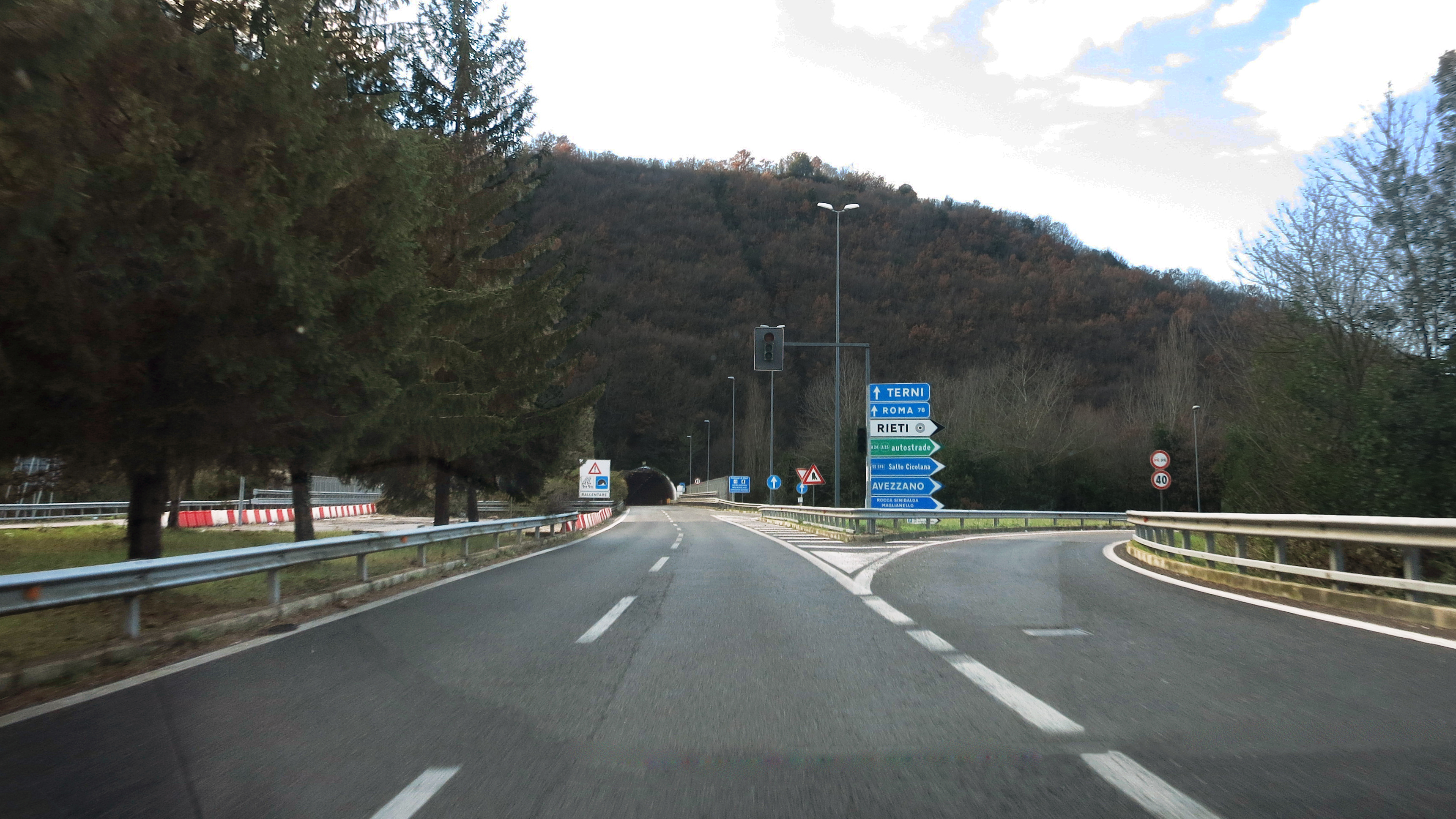
Echangeur de Rieti Est

Après être redescendue à 400 mètres d'altitude, elle pénètre près de San Giovanni Reatino dans le long tunnel Colle Giardino (4,5 km), à partir duquel débute un tronçon à deux voies par sens de circulation avec des caractéristiques de voie rapide. L'ancien tracé, nommé NSA 265 et toujours géré par l'ANAS, s'éloigne à partir du tunnel jusqu'à Rieti. Au sortir du tunnel se trouve l'échangeur qui permet de rejoindre la voie rapide Rieti Terni SS 79 bis (it) par Terni ; en poursuivant se trouve le tunnel Sant'Antonio (670 mètres), l'échangeur Rieti-Est où débouche la voie rapide SR 578 Rieti-Torano (it), l'échangeur Nucleo industriale avec la route nationale 701 (it) et l'échangeur Santa Rufina, avec lequel se termine le tronçon en 2x2 voies.
La route nationale atteint ensuite Cittaducale, dont le centre-ville est dévié, puis traverse Cotilia, Castel Sant'Angelo, Ponte et Borgo Velino. Près d'Antrodoco, elle croise la route nationale 17 (it), qui conduit à L'Aquila, Sulmona et Isernia.

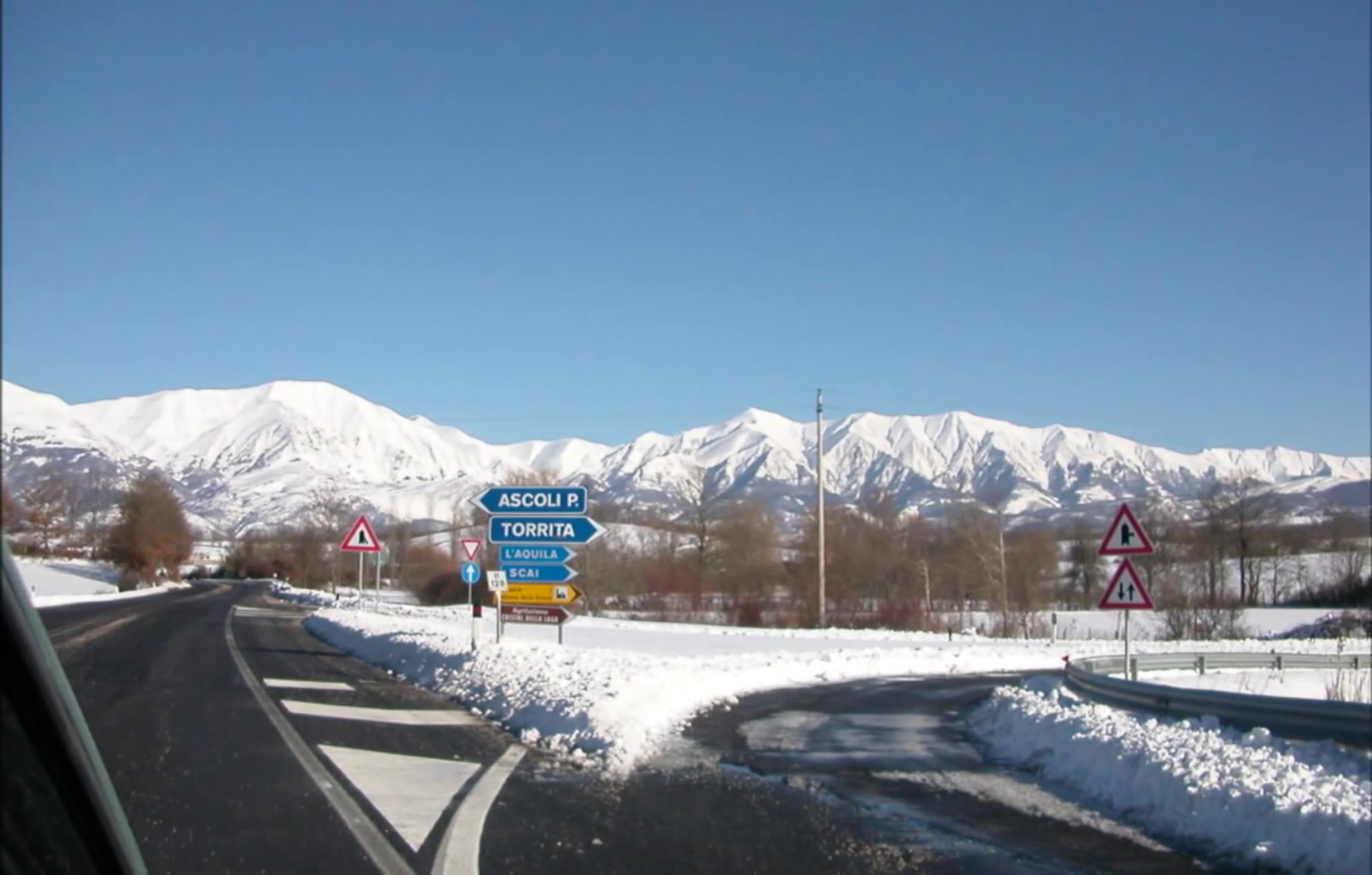
Échangeur de Torrita

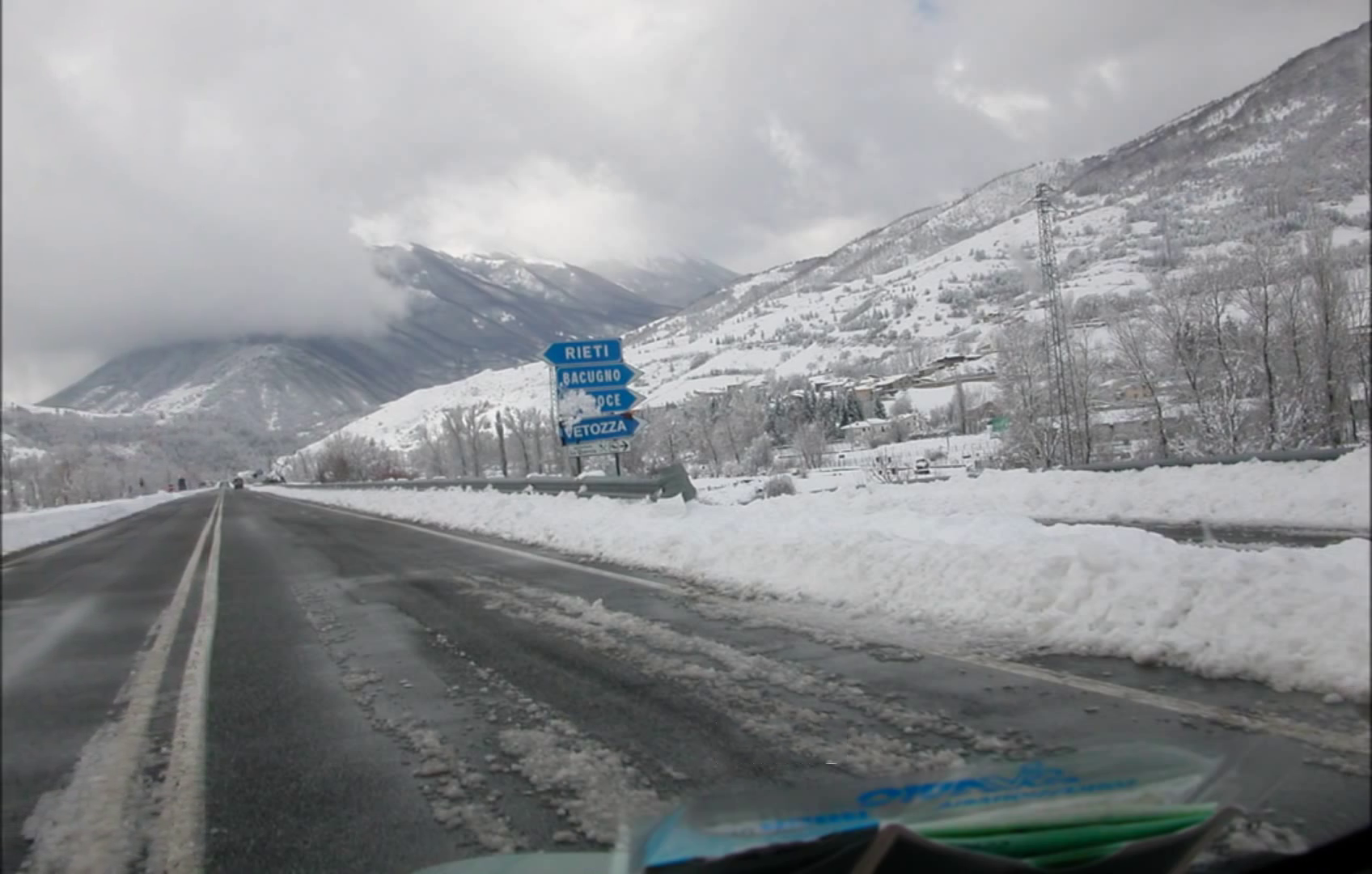
Échangeur de Bacugno

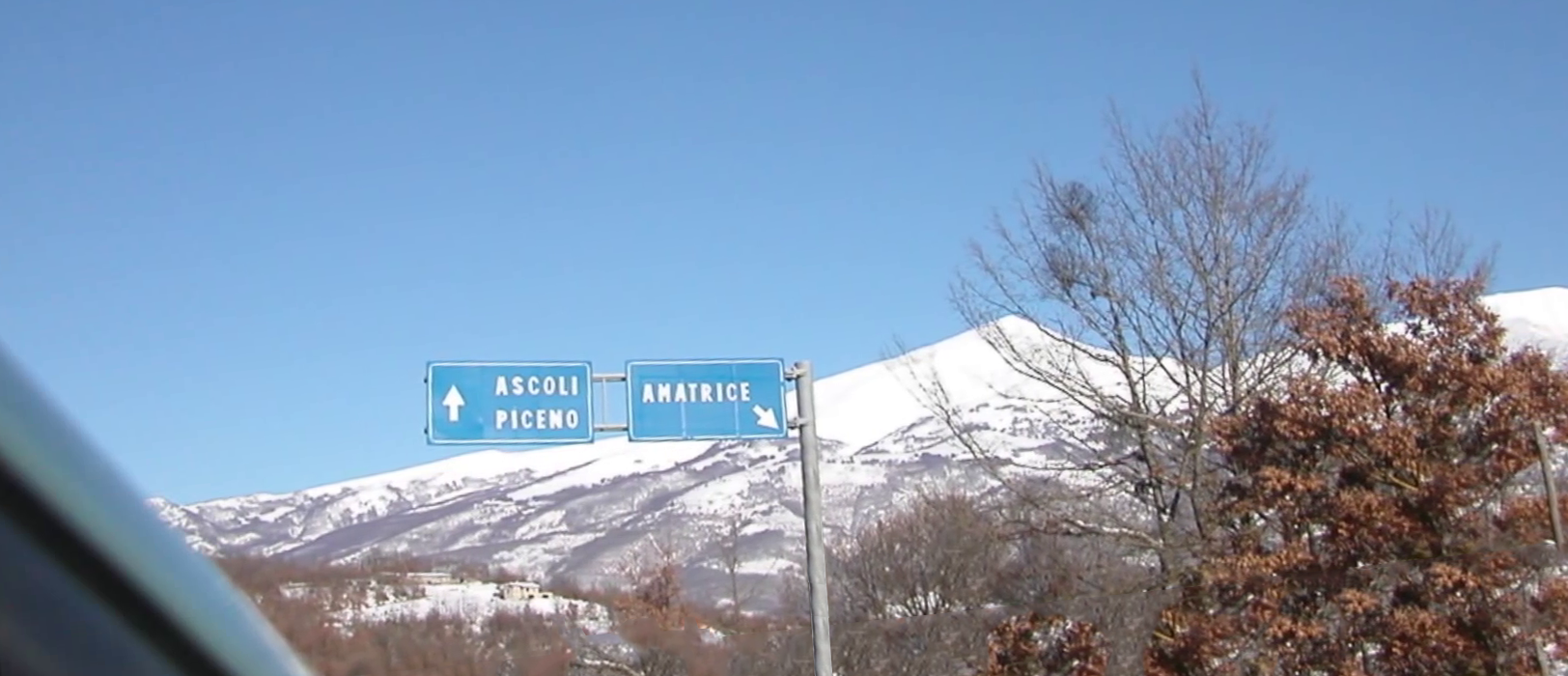
Échangeur d'Amatrice

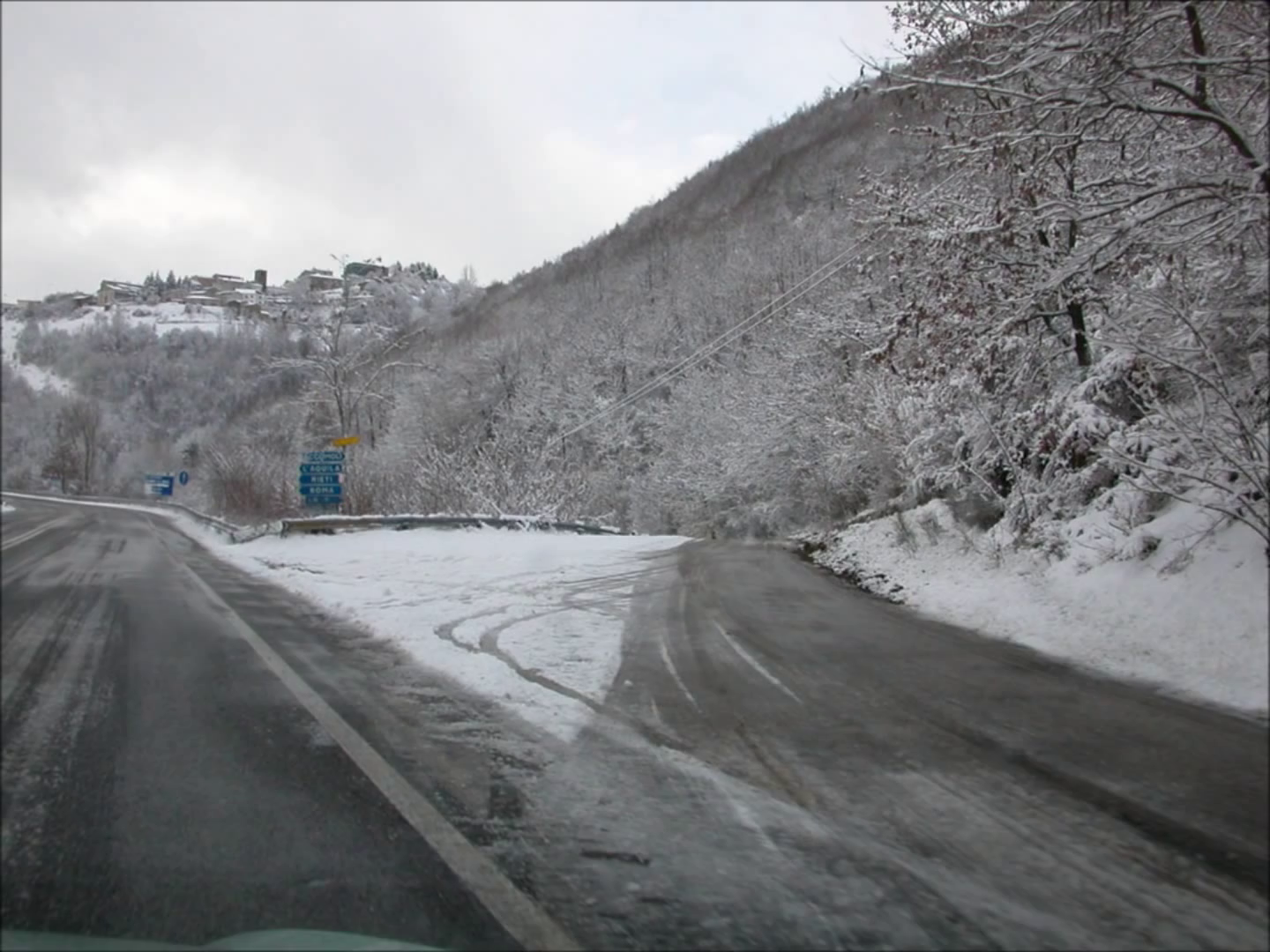
Échangeur d'Accumoli

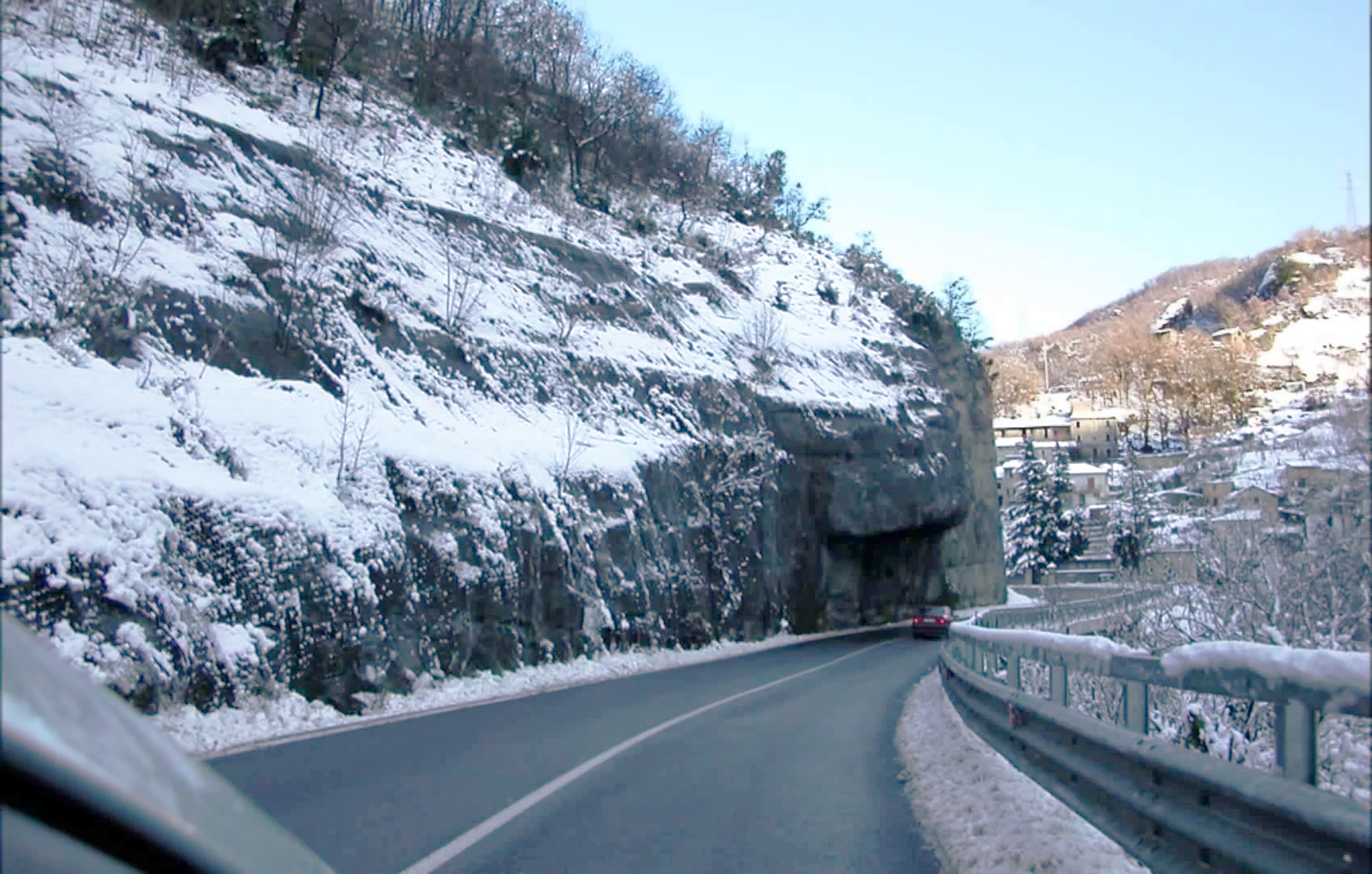
La SS4 un peu avant Quintodecimo, sur le tronçon restant à aménager qui suit les gorges du Tronto, avec la roche à pic donnant sur la route.

De là, la route continue dans les gorges du Velino, passant par Posta et franchissant le col de la Torrita (situé à 1 018 mètres d'altitude) au km 126,9, peu après la ligne de partage des eaux des Apennins, située à Amatrice, jusqu'à arriver à Ascoli Piceno à partir d'où on peut rejoindre Porto d'Ascoli et la mer Adriatique, soit par le raccordement autoroutier RA 11 Ascoli-Mare (it), soit par l'ancien tracé de la via Salaria, aujourd'hui route provinciale 235.

Parcours de la SS 4

## Sections aménagées en voie rapide

### SS4 dir – Raccordement autoroutier de Passo Corese
- vers Rome, Florence, Naples ;  vers L'Aquila, Teramo
- – villes desservies : Fiano Romano, Filacciano, Ponzano Romano, Nazzano, Torrita Tiberina

### Contournement de San Pietro - Borgo Quinzio
- – villes desservies : Corese Terra, Borgo Quinzio, Nerola, Palombara, Scandriglia, Montorio Romano
- – villes desservies : Fara in Sabina, Nerola, Montegrottone, Canneto

### Contournement d'Osteria Nuova
- – villes desservies : Orvinio, Nerola, Toffia, Scandriglia, Poggio Moiano, Poggio Nativo, Poggio Mirteto, Frasso, Montorio Romano, Pozzaglia Sabina, Castelnuovo di Farfa, Ginestra, Montopoli, Monteleone, Casali di Poggio Nativo, Monte Santa Maria
- Rumeano (325 m.)
- – villes desservies : Orvinio, Pozzaglia, Torricella, Poggio Moiano, Oliveto, Monteleone Sabino, Casaprota, Montenero Sabino

### Contournement de Rieti
- Colle Giardino (4,5 km)
- – villes desservies : Greccio, Terni, Rieti-ouest
- San Antonio (670 m.)
- Rieti-Est – villes desservies : Rieti-centre, Leonessa, Avezzano, Sinibalda, Maglianello, San Giovanni Reatino, , ,  vers Salto Cicolana
- Velino (160 m.)
- Nucleo Industriale
- Santa Rufina – villes desservies : Santa Rufina, Leonessa

### Aménagements dans la vallée du Velino
- Gola del Velino (1270 m.)
- – villes desservies : Sigillo
- Velino (1120 m.)
- San Pietro (430 m.)
- Sigillo (140 m.)
- Sigillo (710 m.)
- Valenzano (455 m.)
- – villes desservies : Sigillo
- Casali (230 m.)
- Briglione (170 m.)
- San Giovanni (130 m.)

### De Posta à Fonte del Campo
- – villes desservies : Bacugno
- Santa Rufina (96 m.)
- Santa Rufina
- – villes desservies : Santa Croce (sh), Vetozza, Bacugno, Piedimordenti
- Santa Croce (450 m.)
- Moriconi (130 m.)
- – villes desservies : Cittareale, Selvarotonda
- Collicelle (600 m.)
- Santo Silvestro (350 m.)
- Ponte della Meta (400 m.)
- Forma (230 m.)
- Torrita-Scai – villes desservies : Torrita, L'Aquila, Scai
- – villes desservies : Santa Giusta, Bagnolo (sh), San Giorgio
- San Giorgio (104 m.)
- Santa Giusta (195 m.)
- Amatrice – villes desservies : Amatrice, San Giorgio
- Casalene (142 m.)
- San Lorenzo (359 m.)
- Viadotto del Cantoniere (417 m.)
- Per – villes desservies : Saletta (sh), Amatrice
- Tronto I (110 m.)
- Tronto II (267 m.)
- – villes desservies : Poggio d'Api, Accumoli, Fonte del Campo
- Fonte del Campo (288 m.)
- – villes desservies : Poggio d'Api, Accumoli, Fonte del Campo
- – villes desservies : Accumoli

### De Acquasanta Terme à Ascoli Piceno
- – villes desservies : Santa Maria, Pozza, Umito, Pito
- Santa Maria di Acquasanta (213 m.)
- – villes desservies : Centrale, Santa Maria, Paggese, Castel di Luco
- Centrale (290 m.)
- Santa Lucia (250 m.)
- Fosso Arola (150 m.)
- Fiume Tronto (230 m.)
- Arli – villes desservies : Arli
- Arli I (767 m.)
- – villes desservies : Ponte d'Arli, Centrale
- – villes desservies : Giustimana
- Fiume Tronto (250 m.)
- Fiume Tronto (330 m.)
- Fiume Tronto (180 m.)
- Fiume Tronto (120 m.)
- 2 carrefours à niveaux
- Fiume Tronto (294 m.)
- Mozzano (174 m.)
- San Giuseppe (132 m.)
- Santa Maria II (164 m.)
- Santa Maria I (130 m.)
- Piccioni (534 m.)
- Rosara – villes desservies : Roasara, Ascoli Piceno-ouest

### Contournement nord d'Ascoli Piceno
- Fiume Tronto (213 m.)
- – villes desservies : Caprignano
- Carrefour à feux desservant Monterocco et Solesta
- – villes desservies : Venarotta, Vallorano, Palmiano, Force
- Carrefour giratoire
- – villes desservies : Ascoli Piceno-centre